# Hochwasserschutz in Dresden

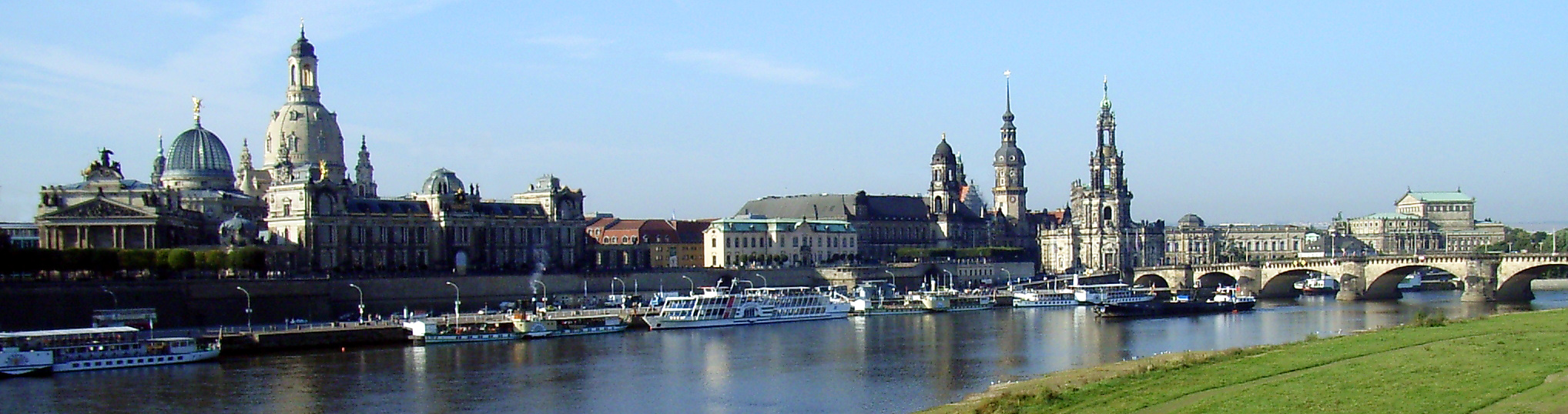
Dresden an der Elbe

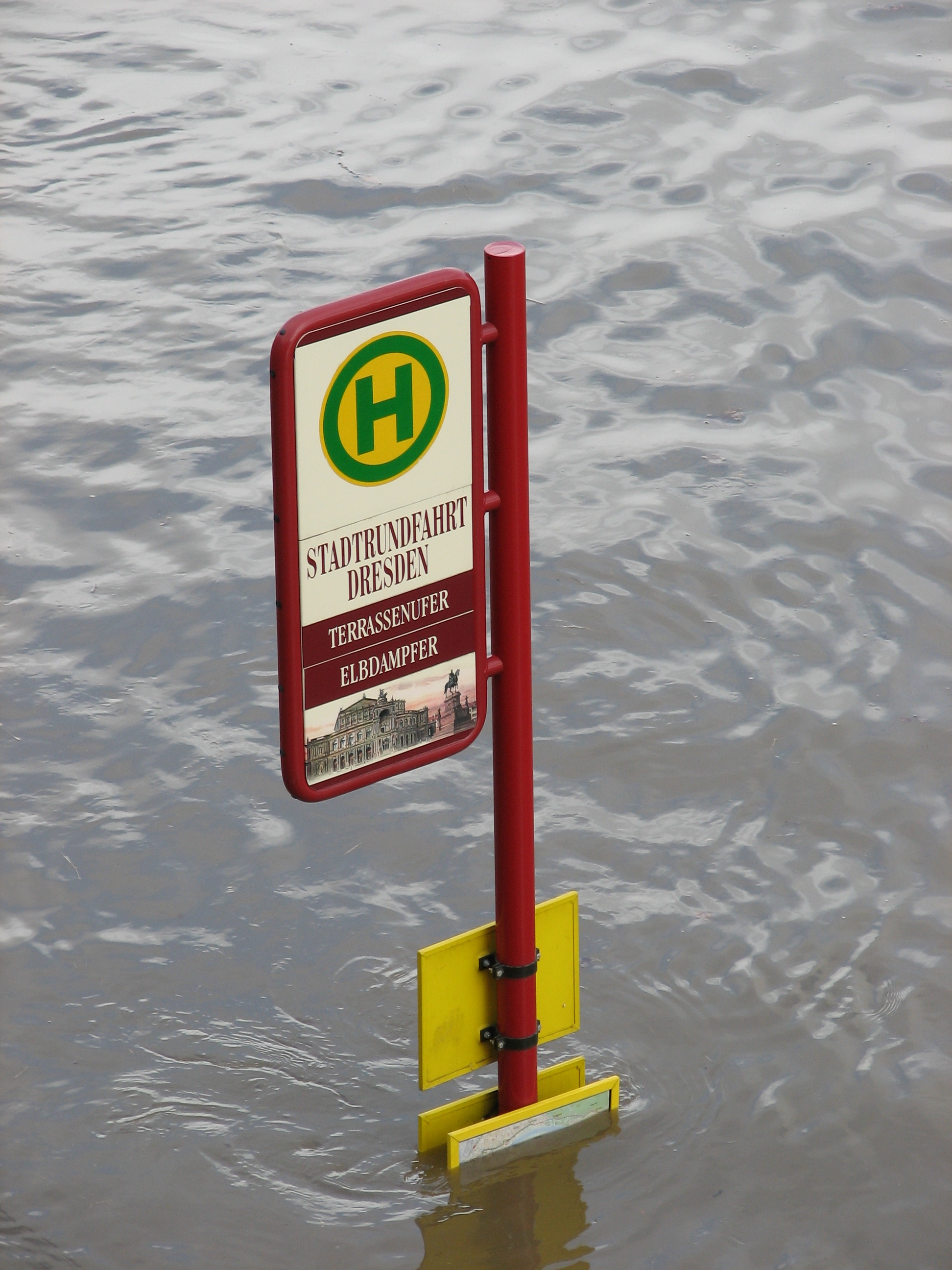
Haltestellenschild am Terrassenufer im März 2006

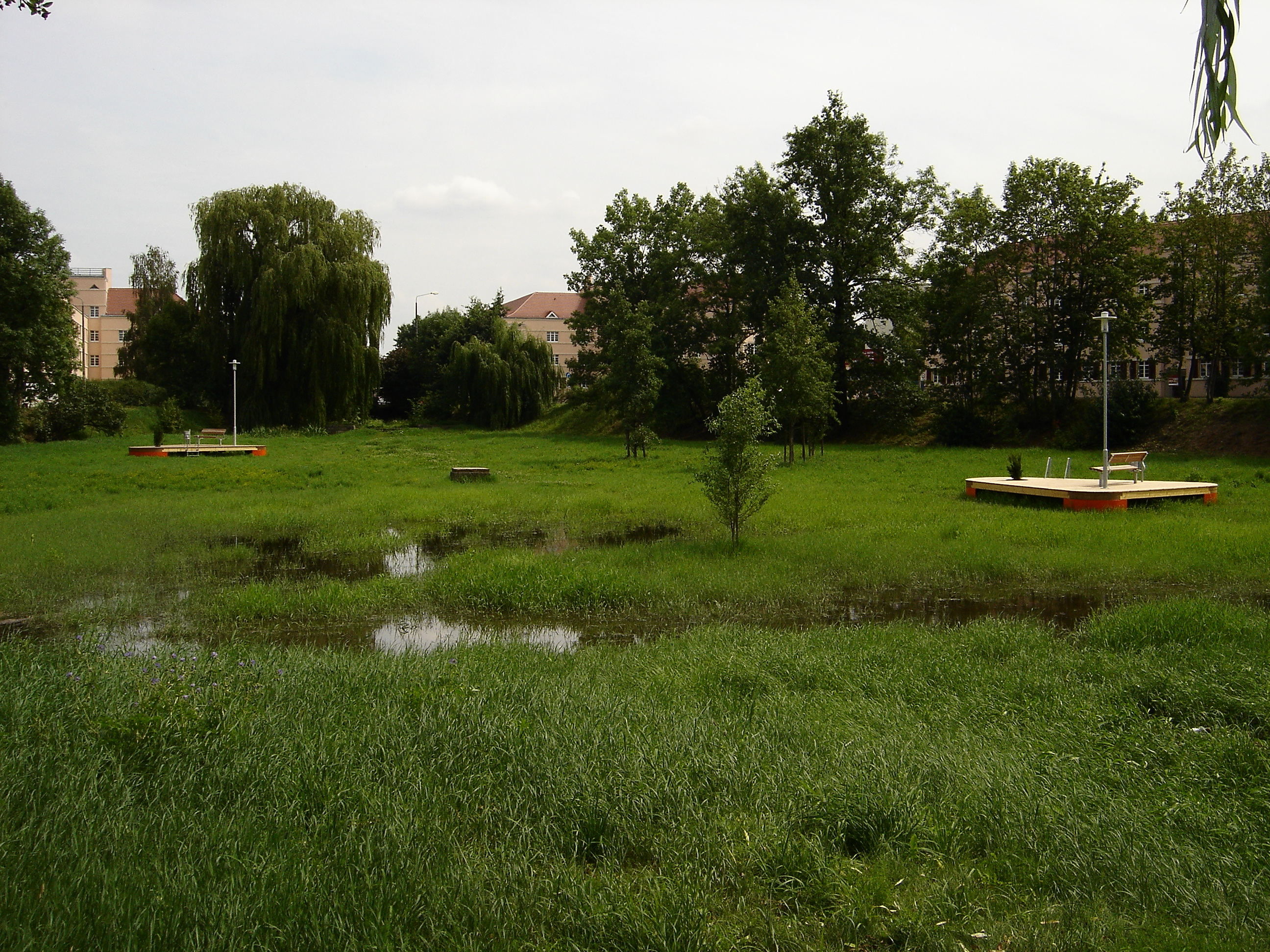
Die Kunstinstallation „Parkmöbel am Kaitzbach“ in einem Rückhaltebecken im Hugo-Bürkner-Park

Dresden liegt an der Elbe und an mehreren Gewässern, die im Osterzgebirge entspringen. Auf Grund der Nähe Dresdens zu den Gebirgen, in denen viel Wasser abregnen oder in großen Mengen als Schnee gespeichert werden kann, spielt Hochwasserschutz in Dresden historisch und gegenwärtig eine bedeutende Rolle. Als deutliche Schutzmaßnahmen in der Stadtentwicklung wurden entlang der Elbe mit den Elbwiesen ufernahe Bereiche von Bebauung freigelassen, Aufschüttungen entfernt und zwei Flutrinnen angelegt. Sowohl die historische Innenstadt als auch zahlreiche historische Dorfkerne entlang der Elbe liegen erhöht und bleiben deshalb vor den meisten Hochwassern bewahrt. Insbesondere durch das Elbhochwasser 2002 entstanden in Dresden jedoch große Schäden. Nach Jahrzehnten ohne starkes Hochwasser wurde dadurch das allgemeine Bewusstsein für die Gefährdung der Stadt wieder geweckt.

## Lage und Flussläufe

### Elbe

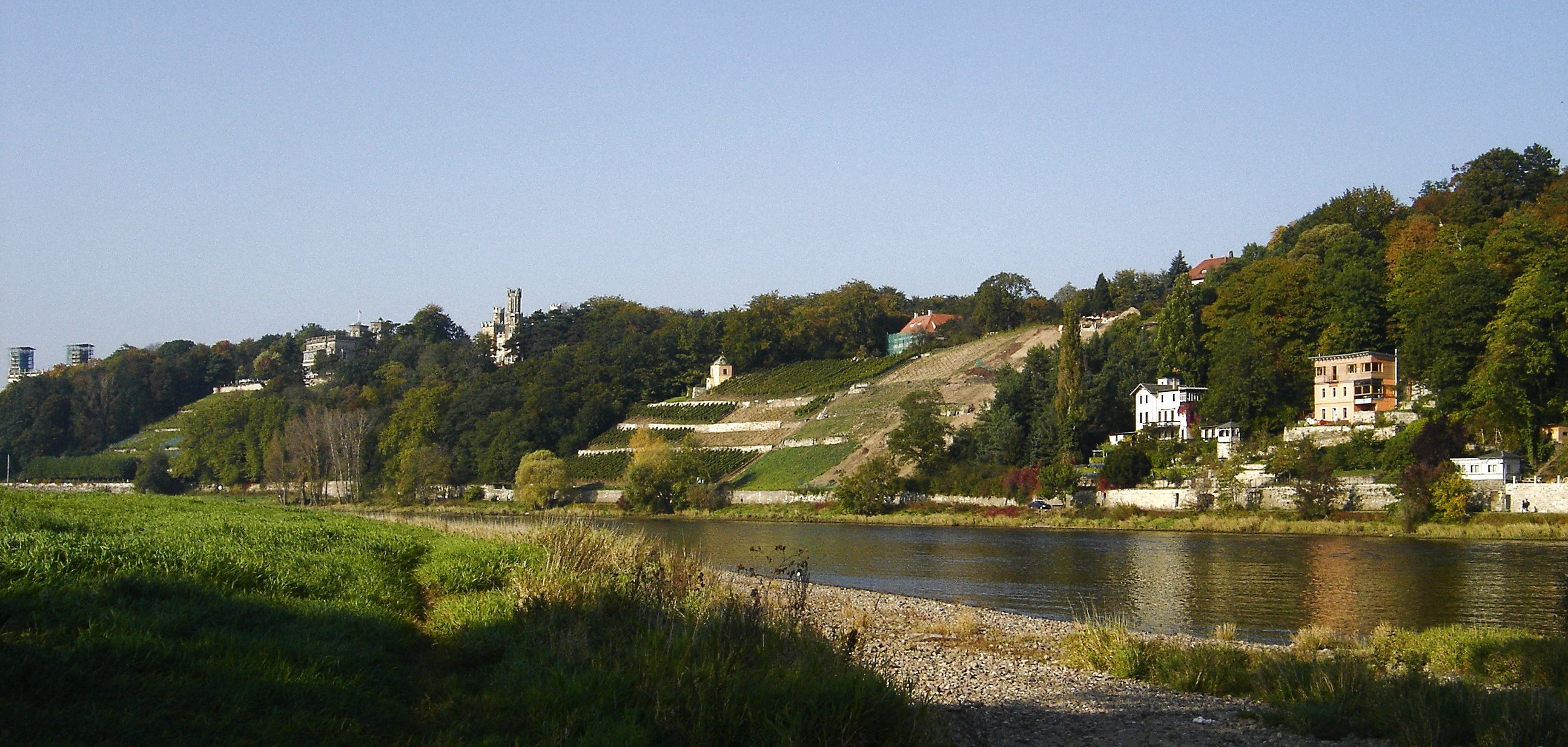
Elbe bei weniger als 2 Meter Wasserstand östlich der Innenstadt

Dresden liegt im Dresdner Elbtalkessel, einem teilweise verengten Durchbruchstal, größtenteils weitläufig ebenen Grabenbruch. Flussaufwärts verlässt die Elbe durch das enge und steile Tal im Elbsandsteingebirge ihr tschechisches Einzugsgebiet. Dort entwässert sie über Nebenflüsse wie Moldau, Orlice (Adler/Orlitz), Jizera (Iser) und Eger das Riesengebirge, das Böhmische Mittelgebirge und das Erzgebirge sowie den Böhmerwald und den Bayerischen Wald. Flussabwärts von Dresden befinden sich der Durchbruch durch das Spaargebirge und die Meißner Weinberge. Erst dahinter beginnt der flache und langsame Mittellauf der Elbe.
Die Elbe durchfließt die Stadt in mehreren seichten, aber auch engen Kurven (Mäandern), die nach Westen hin enger werden. Kurz vor dem Stadtzentrum liegt eine auf etwa 4 km langgezogene, von Nordwest- nach Südwest-Richtung biegende Kurve, an deren Beginn der Flusslauf bis auf wenige Meter an den nördlichen Elbhang heranrückt. In der Innenstadt biegt die Elbe nach Nordwesten, um sich dann am so genannten Pieschener Winkel erneut stark nach Süden zu wenden. Später verlässt sie nach zwei weiteren starken Kurven die Stadt in nordwestlicher Richtung. Die gesamte Flusslänge in Dresden beträgt etwa 30 Kilometer.
Der Elbtalkessel bot in der Stadtentwicklung Dresdens um den Fluss ausreichend Platz. Für eine teilweise Umflutung (vergleiche Elbe-Umflutkanal bei Magdeburg) der Innenstadt reichte zum einen der Raum nicht aus, zum anderen war der Anstieg im Hinterland der Uferbereiche zu stark.

### Weißeritz

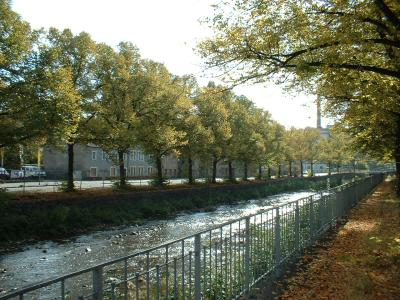
Weißeritz im Stadtteil Plauen

Die Weißeritz ist ein Abfluss des Osterzgebirges und entsteht unweit von Dresden durch den Zusammenfluss von Wilder Weißeritz und Roter Weißeritz in Freital. Die Gesamtlänge der (vereinigten) Weißeritz liegt damit bei 12 Kilometern. Beide Zuflüsse haben etwa gleich große Einzugsgebiete, die sich auf 323,9 km² summieren. Sie entspringen in 823 m bzw. 787 m Höhe etwa 30 Kilometer Luftlinie südöstlich von Dresden. Längster Zufluss der Weißeritz ist die Wilde Weißeritz mit 49 Kilometern Länge.
Die (vereinigte) Weißeritz mündete ursprünglich unweit der Dresdner Innenstadt in die Elbe und trennte die westliche Vorstadt Friedrichstadt vom Stadtkern. Sie wurde 1893, beginnend im Stadtteil Plauen und durch Cotta verlaufend, nach Westen verlegt. Die Verlegung erfolgte eigentlich aus Gründen des Hochwasserschutzes, da der neue Verlauf in einer Flutmulde des Flusses liegt. Durch den Bau von Bahnanlagen auf dem ehemaligen Flussbett wurde die Verlegung nicht rückführbar.

### Weitere Gewässer

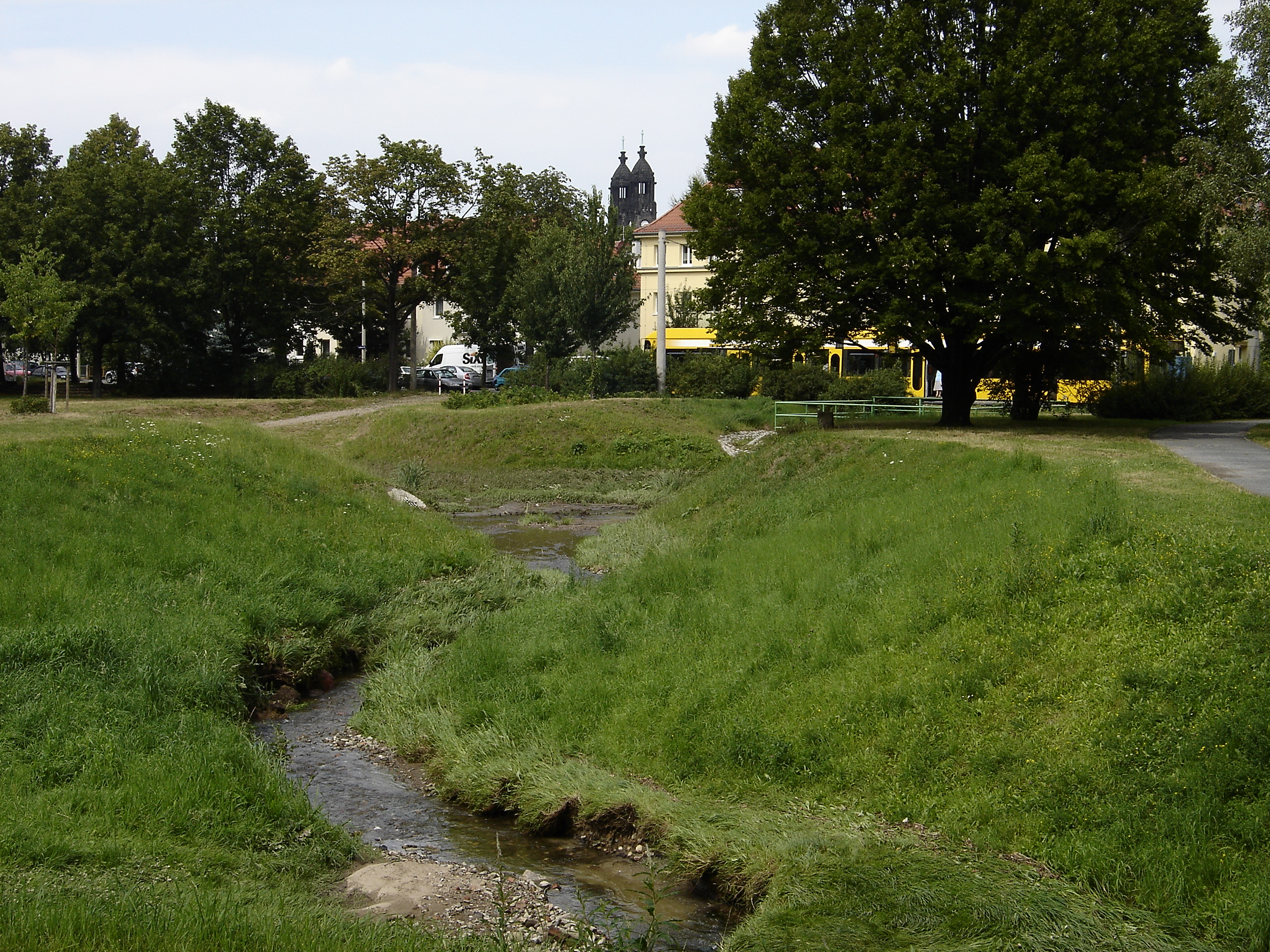
Der Kaitzbach zwischen den seitlichen Rückhaltebecken oberhalb von Strehlen; noch zu erkennen sind die Ganglinien eines kleineren Hochwassers

Ebenfalls im Erzgebirge entspringt der Lockwitzbach, der ein 80 km² großes Gebiet entwässert und dessen Quelle in etwa 500 Metern Höhe liegt. Er mündet zwischen Kleinzschachwitz und Laubegast in die Elbe.
Aus mittleren Lagen des Erzgebirges entstammen der Geber- und der Kaitzbach, die im Dresdner Stadtgebiet weitestgehend unterirdisch verlaufen. Die Prießnitz mündet von Norden her in die Elbe und entwässert die flachere Lage des Westlausitzer Hügel- und Berglands im Nordosten der Stadt.

## Hochwassergefahr
Dresden ist aus zwei Richtungen hochwassergefährdet. Zum einen bedrohen starke Hochwasser der Elbe tief liegende Stadtteile, zum anderen können die Nebengewässer der Gewässerklasse I (nach Sächsischer Gewässerordnung), also vor allem die Weißeritz und der Lockwitzbach, auch höher liegende Stadtteile überschwemmen. Daneben kann örtlich Gefahr durch weitere Nebengewässer der Gewässerklasse II entstehen.
Schäden an Bauwerken entstehen nicht nur durch Überschwemmung, sondern auch durch hochwasserbegleitende Erscheinungen wie Erhöhung und Verlagerung von Grundwasser. Hochwasser der Elbe lösen dabei sehr langanhaltende Veränderungen im Grundwasser aus.

### Elbe

#### Hochwasser

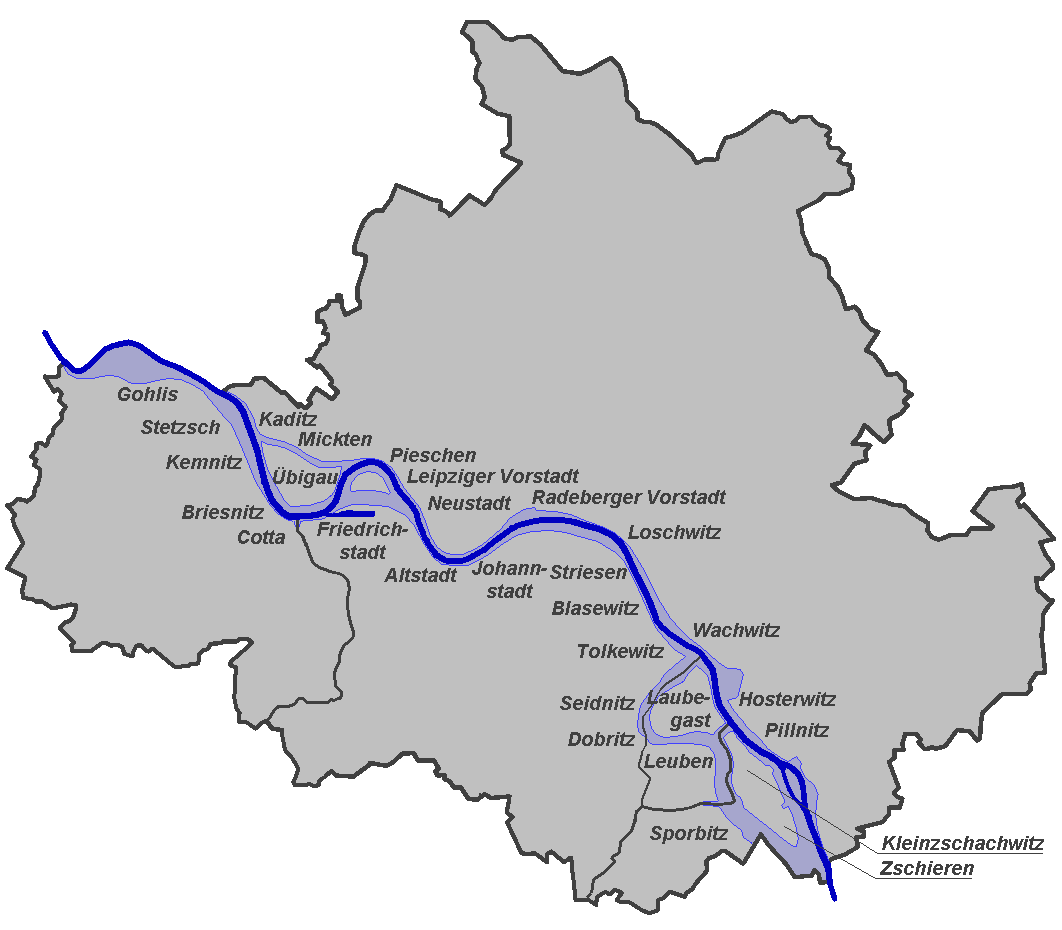
Karte der Überschwemmungsgebiete der Elbe, die etwa bei 8 Metern Pegel erreicht werden

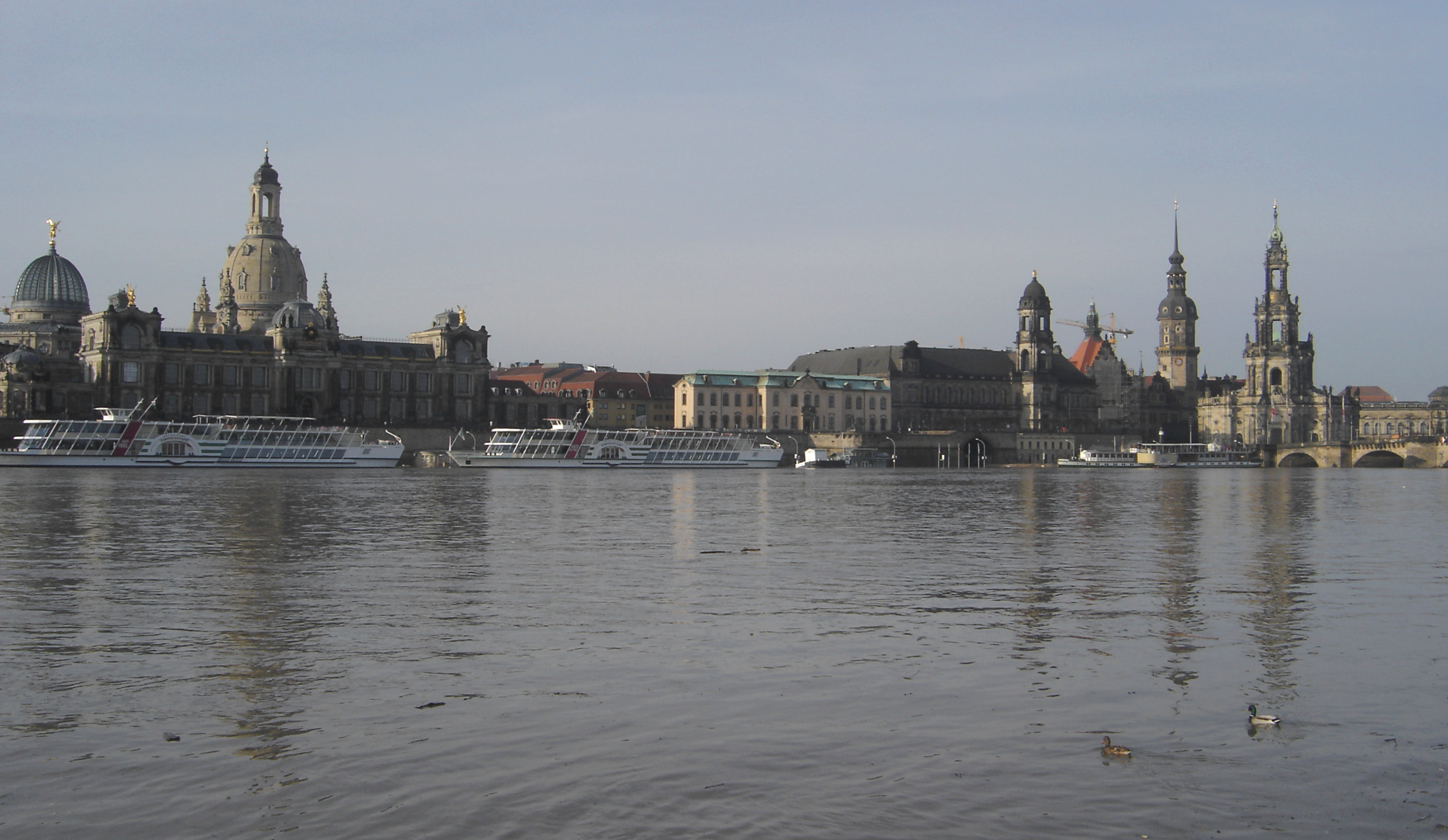
Die historische Altstadt ist bei gewöhnlichen Hochwassern kaum gefährdet – Elbpegel bei etwa 6,20 Metern

Die Elbe hat in Dresden einen mittleren Wasserstand von 200 cm. Die Hochwasseralarmstufen wurden ab Pegeln von 400 (bis Juli 2012: 350), 500, 600 und 700 cm festgelegt. Dieser Wasserstand wird an der Augustusbrücke gemessen. Der Durchfluss beträgt in Dresden bei 200 cm Pegel etwa 350 m³ pro Sekunde.
Wasserstände zwischen vier und fünf Metern sind für die Stadt fast folgenlos. Übersteigt die Elbe fünf Meter, werden elbnahe Straßen und Wege von der Elbe überschwemmt und müssen gesperrt werden. In der Dresdner Innenstadt ist dies das Terrassenufer, an dem sich die Liegeplätze der Weißen Flotte befinden.
Zwischen sechs und sieben Metern entsteht durch Grundwassererhöhung eine Gefährdung von elbnahen Gebieten. In der Regel beginnt bei solchen Höhen der Objektschutz an einzelnen Bauwerken.
Wasserpegel oberhalb von sieben Metern gefährden dann erste Stadtteile wie Gohlis im Westen der Stadt sowie Laubegast und Pillnitz im Osten. Der 3200 Meter lange Deich von Niederwartha, am Dorfkern Gohlis vorbei bis Stetzsch, ist bis zu einer Wasserhöhe von etwa 7,40 m (Pegel Dresden) ausgelegt, da das Gebiet ab dieser Höhe als Überflutungspolder dient.
Oberhalb von acht Metern verschärft sich die Lage in weiten Teilen der Stadt sprunghaft, weil die Elbe dann alte Elbarme nicht nur füllt, sondern vollständig durchfließt, und der Flutraum an vielen Stellen nicht mehr ausreicht. Der alte Elbarm im Dresdner Südosten umschließt die Stadtteile Laubegast und Kleinzschachwitz und reicht an die höheren Stadtteile Leuben, Dobritz und Seidnitz heran. Die Elbe füllt dann auch die Mündungen der Nebengewässer aus. Die Mündung des Lockwitzbachs verschiebt sich in diesem Fall um einige Kilometer an den südlichen Rand des Elbarms zwischen Niedersedlitz und Kleinzschachwitz. Westlich der Innenstadt durchfließt die Elbe dann mit den beiden Flutrinnen zwei fast parallele Verläufe, die durch den Hauptstrom auf halber Strecke verbunden werden. Die Flutrinnen entlasten durch die Fliehkraft des fließenden Wassers vor allem die enge Kurve bei Pieschen (Pieschener Winkel), an der es sonst zu massiven Ausuferungen kommen würde.
Das Hochwasser im Jahr 2002 hatte einen maximalen Stand von 9,40 Metern und einen Durchfluss von mehr als 4.500 m³ pro Sekunde. Der extreme Wasserstand über neun Meter gefährdete auch Semperoper und Frauenkirche. Die Elbe überschwemmte dabei eine Fläche von etwa 24,8 km² im Stadtgebiet.

#### Häufigkeit und Entstehung

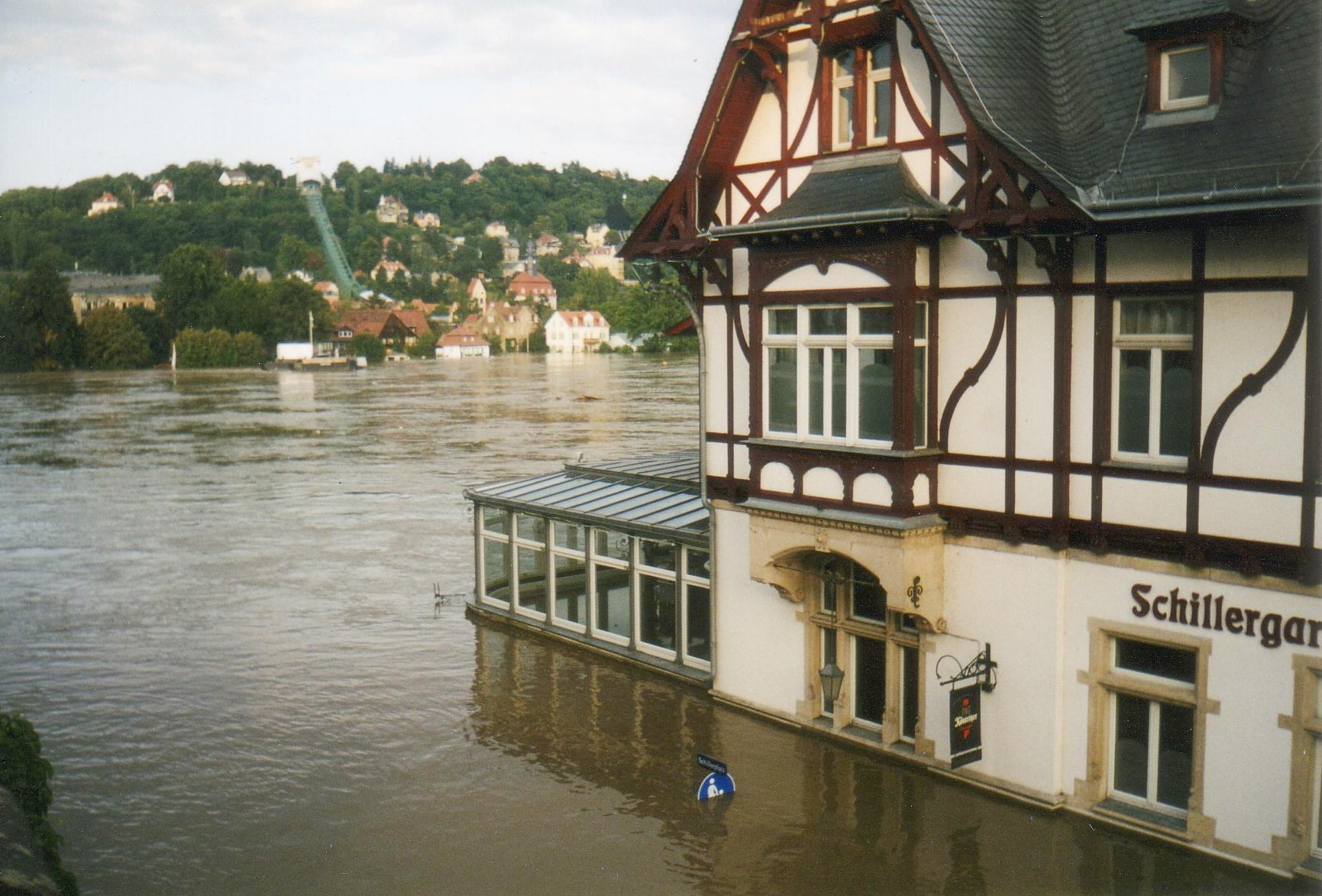
Elbe bei der Jahrhundertflut im Jahr 2002

Die Elbe ist ein Fließgewässer des Regen-Schnee-Typs. Allgemein entstehen die Wassermassen, die Dresden passieren, an den Läufen der Elbe oder Moldau in Tschechien und in geringen Maßen in Deutschland. Hochwasser zwischen vier und fünf Metern sind in Dresden vor allem nach der Schneeschmelze sehr häufig. Insbesondere durch beschleunigtes Tauwetter (starker Temperatursprung und Regen – deshalb Regen-Schnee-Typ) nehmen diese dann bis sieben Metern in ihrer Häufigkeit stark ab. Das starke Tauwetterhochwasser im Frühjahr 2006 war das erste Frühjahrshochwasser seit 52 Jahren, das die Sieben-Meter-Marke in Dresden überspringen konnte. Das stärkste Winterhochwasser trat ebenfalls im März im Jahr 1845 auf. Problematisch wirken sich die Mittelgebirge im Osten Deutschlands und vor allem auf tschechischem Gebiet aus, die auf Grund der kontinentalen Lage sehr intensive Winter mit dauerhaftem Frost und Schneefall erleben können. Bei spätem Wechsel der Großwetterlage kann es dann, meist Mitte bis Ende März, zum starken Abschmelzen des Schnees in den Gebirgen kommen.
Die Stärke eines Hochwassers bei Tauwetter hängt nicht nur von Wettereinflüssen ab, sondern auch von der Beschaffenheit des abgelagerten Schnees. Ist dieser zum Beispiel durch ein vorhergehendes Tauwetter mit Wasser gesättigt, aber wieder eingefroren, kann es zu einem wesentlich schnelleren Abschmelzen bei stärkerem Regen kommen.
Sommerhochwasser nach Starkregenfällen sind an der Elbe sehr selten. Auch die Strömungsrichtung von feuchten Luftmassen spielt eine wichtige Rolle, da nicht alle Mittelgebirge die gleiche Kammausrichtung haben, an der sie abregnen. Hochwasserauslösend sind insbesondere von Süden einziehende Vb-Wetterlagen, die starken Steigungsregen im Erzgebirge, Böhmischen Mittelgebirge und Riesengebirge verursachen. Das Hochwasser 2002 wird mit einem Wiederkehrintervall als derartiges Ereignis mit 100 bis 200 Jahren für Dresden angegeben.
Hochwasser wie das im August 2002 oder im Juni 2013 entstehen nicht allein durch starke Regenfälle, sondern erst durch eine bestimmte Reihenfolge des Abtauens bzw. Abregnens in Tschechien, da die Entstehungsgebiete im Einzugsbereich weit auseinander liegen und Flutwellen der Eger, der Elbe und der Moldau sich überlagern müssen.
Umstritten sind auch die Auswirkungen der in Tschechien unweit der deutschen Grenze geplanten Staustufe Děčín.

#### Registrierte Hochfluten
In Dresden werden zumindest extreme Flutereignisse seit Jahrhunderten registriert. Im Folgenden sind die Fluten im meteorologischen Sommerjahresviertel fett dargestellt. Pegelstände hängen wesentlich vom Abfluss ab. Verändert wird dieser Zusammenhang durch die Strömungsgeschwindigkeit und durch das Durchflussprofil.

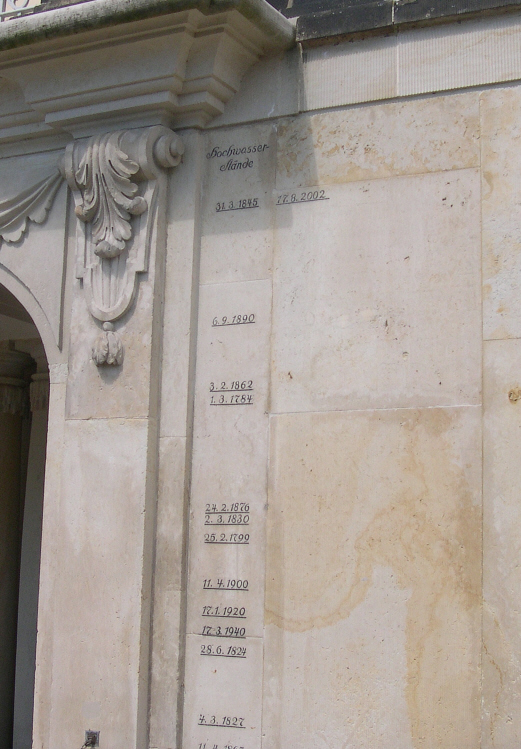
Die Hochwassermarken in Pillnitz unterscheiden sich schon von denen an der Augustusbrücke

| Tag        | cm  | m³/s |
| ---------- | --- | ---- |
| 17.08.2002 | 940 | 4680 |
| 31.03.1845 | 877 | 5700 |
| 06.06.2013 | 876 | 4380 |
| 01.03.1784 | 857 | 5200 |
| 16.08.1501 | 857 | 5000 |
| 17.02.1655 | 838 | 4800 |
| 07.09.1890 | 837 | 4350 |
| 03.02.1862 | 824 | 4493 |
| 24.02.1799 | 824 | 4400 |
| 02.03.1830 | 796 | 3950 |
| 17.03.1940 | 788 | 3360 |
| 20.02.1876 | 776 | 3286 |
| 11.04.1900 | 773 | 3320 |
| 17.01.1920 | 772 | 3190 |
| 30.06.1698 | 765 | 3400 |

| Tag        | cm  | m³/s |
| ---------- | --- | ---- |
| 03.01.1651 | 755 | 3200 |
| 01.05.1531 | 753 |      |
| 28.06.1824 | 753 |      |
| 04.04.2006 | 749 |      |
| 11.04.1865 | 748 |      |
| 04.03.1827 | 746 |      |
| 27.03.1814 | 739 |      |
| 22.04.1785 | 737 |      |
| 18.01.1682 | 735 |      |
| 27.03.1895 | 734 |      |
| 07.05.1896 | 732 |      |
| 28.03.1821 | 732 |      |
| 25.03.1886 | 727 |      |
| 10.03.1881 | 726 |      |
| 04.01.1883 | 724 |      |

| Tag        | cm  |
| ---------- | --- |
| 05.02.1923 | 717 |
| 14.03.1888 | 716 |
| 10.04.1941 | 715 |
| 06.06.1771 | 715 |
| 30.01.1809 | 715 |
| 09.03.1838 | 715 |
| 29.01.1846 | 713 |
| 27.04.1712 | 712 |
| 31.01.1867 | 711 |
| 15.06.1675 | 710 |
| 03.03.1805 | 708 |
| 02.08.1897 | 708 |
| 18.03.1771 | 706 |
| 05.02.1850 | 706 |
| 20.07.1736 | 700 |

#### Grundwasser
Dresden liegt zu großen Teilen im Elbtalkessel, der als kurzer Grabenbruch im tektonischen Zusammenhang mit der Erzgebirgsanhebung entstand. Geprägt ist der Elbtalkessel von den grundwasserstauenden Gesteinsschichten aus Ton, Sandstein und Pläner (geschichtetes Kalk-Sand-Ton-Gestein). Darüber lagerte die Elbe Schotter- und teilweise Sandschichten ab.
Ufernah folgen die Grundwasserstände in Dresden zeitnah den Hochfluten der Elbe. Am Dresdner Schloss treten die Spitzenstände im Grundwasser etwa zwei bis drei Tage nach Durchlaufen eines Hochwasserscheitels auf. An Stellen, die nicht von Infiltration oder Absickerung des Hochwassers betroffen sind, zeigt sich ein weniger starker Sprung der Grundwassertiefe und eine längere zeitliche Verzögerung.
Nach dem Hochwasser 2002 blieben die Grundwasserstände in Dresden verbreitet (und im Gegensatz zur Elbe) dauerhaft über dem Mittelwasser. Im Jahr 2002 wirkten zudem die örtlich vorhergegangenen Überflutungen und Niederschläge auf den Zustand des Grundwassers während des Elbhochwassers ein. Dort, wo Weißeritz und Lockwitzbach wenige Tage vorher für zusätzliche Versickerung durch Überschwemmung sorgten, konnte der Anstieg des Grundwassers kaum gedämpft werden. Auch die Niederschläge beeinflussen das Dämpfungsverhalten des Grundwassers. So wirken Frühjahrshochwasser weniger stark auf das Grundwasser ein, da erfahrungsgemäß in Dresden erheblich kleinere Wassermassen abtauen als in den Gebirgslagen und das Verhalten des Grundwassers beeinflussen. Das Hochwasser im August 2002 löste an Orten, die weiter entfernt von der Elbe, aber noch in der Sohle des Elbtalkessels liegen, einen kontinuierlichen Grundwasseranstieg aus, der noch im März des Folgejahres nicht abgeschlossen war.

### Weißeritz

#### Gefährdung

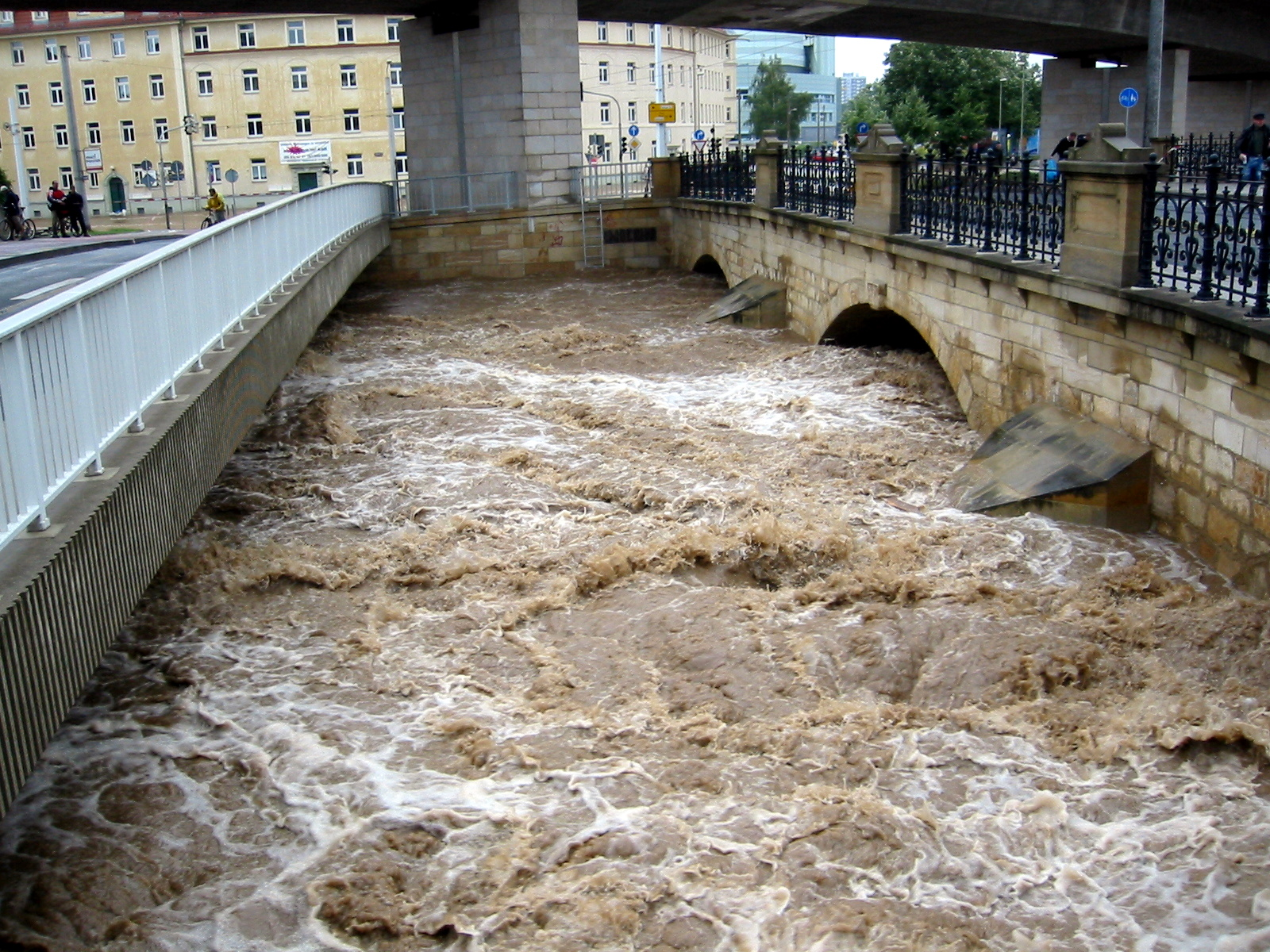
Weißeritz am 13. August 2002 in Dresden

Die Weißeritz gefährdet neben den ursprünglichen und neuen Mündungsbereichen auch andere Stadtteile, in denen das so nicht zu erwarten war. 2002 verließ sie ihr Bett in Löbtau an der Stelle, wo sie aus ihrem ursprünglichen Verlauf abzweigt. Dies geschah bei einem maximalen Durchfluss von 450 m³ pro Sekunde, etwa am Eintritt in das Stadtgebiet gemessen, was einer höheren Durchflussmenge entspricht, als bei Normalstand die Elbe in Dresden durchfließt. Die Weißeritz lief dabei zum einen nach Norden und überschwemmte die Friedrichstadt und die Wilsdruffer Vorstadt. In östlicher Richtung füllte sie die Seevorstadt bis zum Großen Garten und dabei vor allem den Hauptbahnhof. Aus diesem Gebiet, in dem ursprünglich mehrere Seen lagen, gab es aber keinen Abfluss in Richtung Elbe. Der ursprüngliche Grat innerhalb des Elbtalkessels, der das Tal der Weißeritz vom Tal des Kaitzbachs trennte, wurde durch den Bau der Eisenbahnstrecke in das Weißeritztal durchbrochen. Die Weißeritz überschwemmte 2002 eine Fläche von 5,67 km² in Dresden.
In Dresden werden für die Weißeritz nur in der Nähe ihrer Mündung Pegel gemessen, was eher zur Beurteilung ihrer Mengeneinspeisung in die Elbe dient. Lässt sich die Weißeritz in ihrem festgelegten Flussverlauf halten, sind Hochwasser für die Stadt eher folgenlos. Weißeritzhochwasser verlaufen schnell und sind schwerer zu prognostizieren als die der Elbe.

#### Häufigkeit und Entstehung

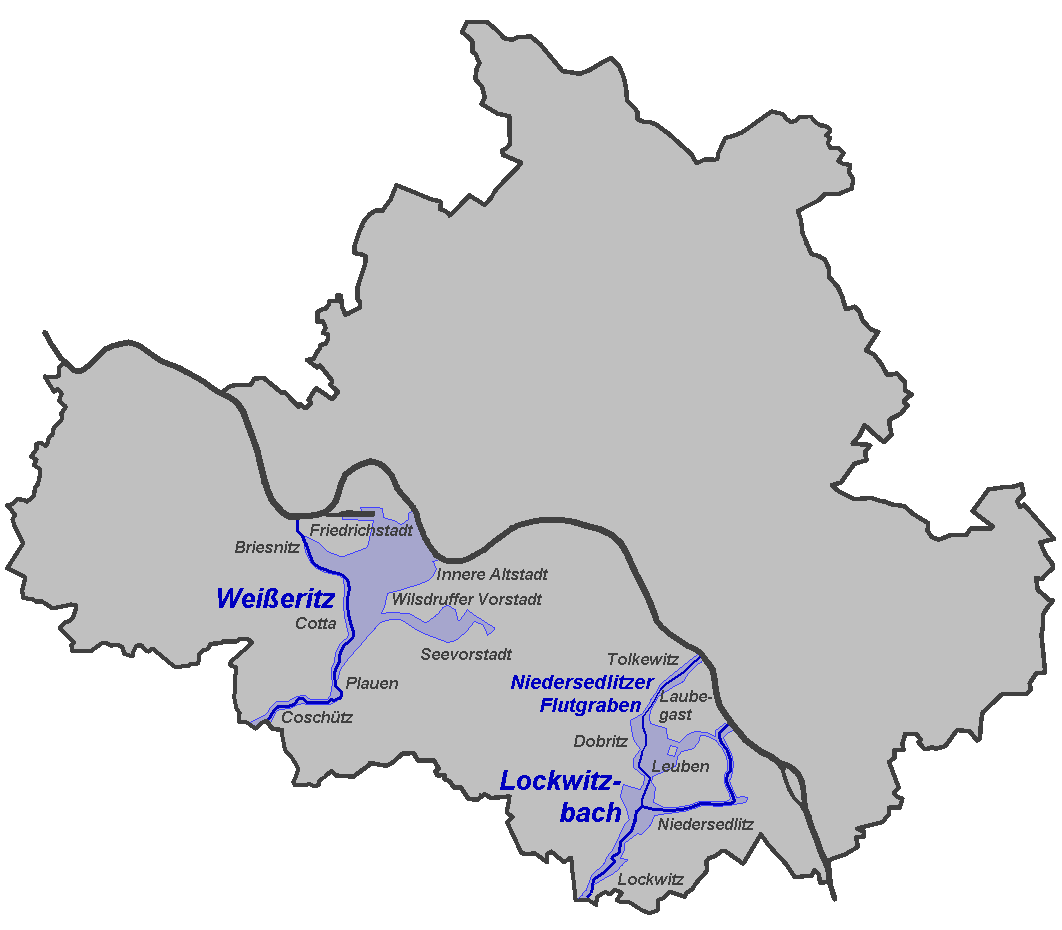
Überschwemmungsgebiet der Flüsse Weißeritz und Lockwitzbach (betrachtet ohne Einwirkung der Elbe)

Hochwasser der Weißeritz können wie 2002 durch Starkregen oder durch starkes Tauwetter im Osterzgebirge entstehen. In den letzten Jahren wurden in den oberen Tälern mehrfach Schneehöhen über 1,50 Meter verzeichnet. Unter der Bedingung von Dauerregen und warmen Luftmassen kann eine Gefährdung durch schnelles Abtauen entstehen. Auslöser für das Hochwasser 2002 waren Starkniederschläge von teilweise mehr als 300 Liter pro Quadratmeter in 24 Stunden im Einzugsbereich der beiden Flüsse.
Ein mit dem Sommerhochwasser 2002 vergleichbares Ereignis trat um einiges schwächer 1897, das letzte Hochwasser an der Weißeritz 1958 auf. Das Landesamt für Umwelt, Landwirtschaft und Geologie schätzt das Wiederkehrintervall für derartige Ereignisse auf 500 Jahre. Auch hier wird gegenwärtig untersucht, ob sich solche Ereignisse häufen. Die Häufigkeit der meteorologischen Ausgangssituation des heftigen Dauerregens wurde auf weniger als einmal in 100 Jahren geschätzt. Die Vb-Wetterlage verursachte in den letzten Jahren das Oderhochwasser 1997 und löste 2005 auch das Hochwasser in den nördlichen Vor- und Zentralalpen aus. Allerdings werden so extreme Niederschläge (312 mm in 24 Stunden in Zinnwald-Georgenfeld) wie 2002 im Osterzgebirge nach wie vor als selten angesehen.
Die Weißeritz kann in Dresden ohne Ausuferung im Allgemeinen 220 bis 420 m³ pro Sekunde Wasser abführen. Dort wird mit einem Ausufern infolge von Hochwasser alle 20 bis 50 Jahre gerechnet. An Engstellen beträgt die Kapazität im Flussbett allerdings nur 75 m³ pro Sekunde und ist damit erheblich kleiner.

### Weitere Gewässer
Der Lockwitzbach im Südosten Dresdens überschwemmte 2002 Lockwitz und Teile von Niedersedlitz, Kleinzschachwitz, Leuben und Laubegast. Er flutete dabei ein System aus Entlastungsgräben und Teile eines Elbarms und hatte dabei am Zugang zum Dresdner Stadtgebiet einen Durchfluss von mehr als 45 m³ pro Sekunde. Derartige Ereignisse haben eine Häufung von etwa 200 Jahren; 1958 und 1995 entstanden zuletzt schwächere Hochwasser. Das Flussbett des Lockwitzbachs in Dresden fasst 25 bis 40, an Engstellen auch nur 15 m³ pro Sekunde. Geschätzt wird deshalb, dass im Mittel alle 20 bis 50 Jahre eine Ausuferung stattfindet. Der Lockwitzbach überschwemmte durch den Niedersedlitzer Flutgraben und weitere Entlastungsgräben feingegliedert eine Fläche von 2,313 km² in Dresden.
Auch die Prießnitz gefährdet Dresden am Rand der Äußeren Neustadt.
Kleinere Bäche wie der im Dresdner Westen fließende Weidigtbach, der zu DDR-Zeiten stark verbaut war, sind inzwischen wieder an vielen Stellen offengelegt oder gar naturnah gestaltet sowie um kleinere Rückhaltebecken ergänzt worden, um bei Starkregen und Hochwasser ein größeres Volumen aufnehmen zu können.

### Gefährdung der Infrastruktur

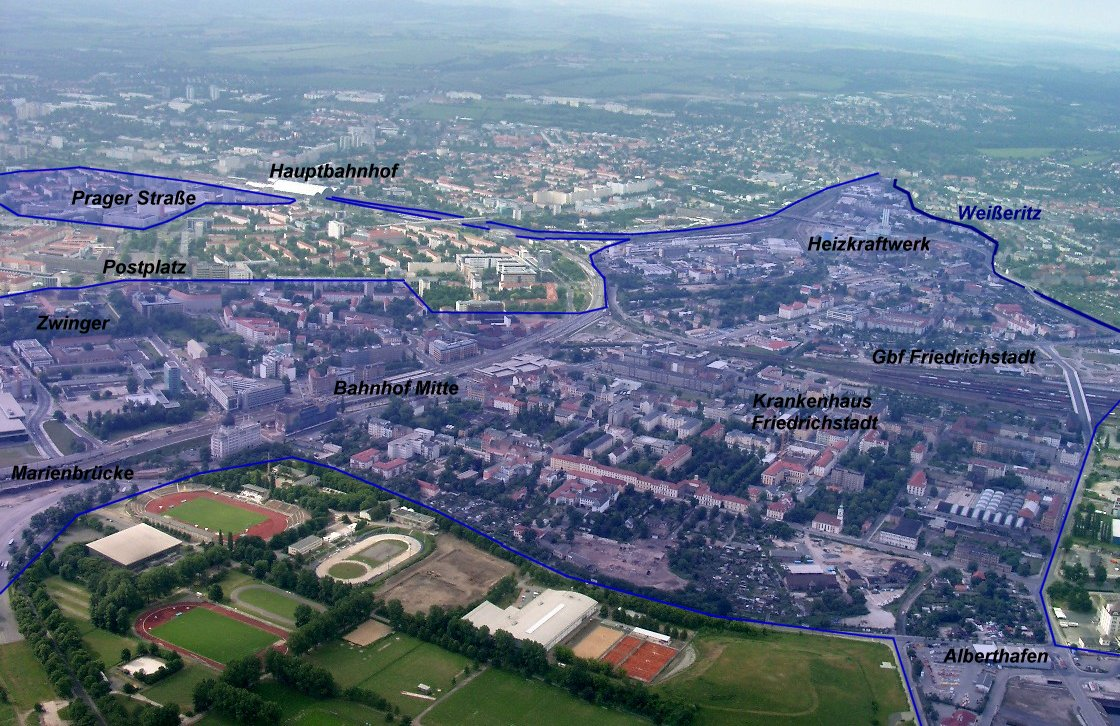
Infrastruktur und Wohngebiete im Überschwemmungsgebiet am rechten Ufer der Weißeritz

Wichtige Bestandteile der Dresdner Infrastruktur liegen nicht im historischen, höher gelegenen Kern der Stadt, sondern in den vorgelagerten Vorstädten, die heute weitestgehend auch zur Innenstadt gehören. Vor allem Eisenbahnanlagen und Verkehrsknotenpunkte des ÖPNV befinden sich halbkreisförmig in der Seevorstadt, Wilsdruffer Vorstadt und in der Friedrichstadt.
All diese Stadtteile sind durch Hochwasser der Weißeritz bedroht, aber eben auch die tragenden Elemente in der Infrastruktur. Im Jahr 2002 brach dadurch schon in den ersten 24 Stunden der Hochwasserkatastrophe der Straßenbahn-, Eisenbahn- und Straßenverkehr in der südlichen Altstadt zusammen. Besonders betroffene Punkte und Verkehrsknoten sind der Postplatz, die Könneritzstraße am Bahnhof Dresden Mitte und der Wiener Platz/Hauptbahnhof. Verkehrsknoten, die dann zentrale Aufgaben übernehmen können, sind der Pirnaische Platz und der Bahnhof Dresden-Neustadt.
Besonders betroffen waren auch die Krankenhäuser der Stadt, die teilweise evakuiert werden mussten, wie zum Beispiel in der Friedrichstadt. In Dresden wurden an zahlreichen Stellen nicht Parkhäuser, sondern Tiefgaragen gebaut, die bei Überschwemmung komplett mit Wasser volllaufen. Am Wiener Platz befindet sich auch ein Straßentunnel, der 2002 zusammen mit der anschließenden Tiefgarage am Hauptbahnhof überflutet wurde.
Durch Elbhochwasser wird die Infrastruktur insbesondere bei Sperrung von Brücken belastet. Abgesehen von Sperrungen des Terrassenufers sowie zwischen Blasewitz und Laubegast sind schwächere Hochwasser für das Straßen- und Straßenbahnnetz eher folgenlos. Infolge von starken Elbhochwassern entstehen aber durch Grundwasser Schäden am Unterbau von Straßen.

### Gefährdung von Wohngebieten

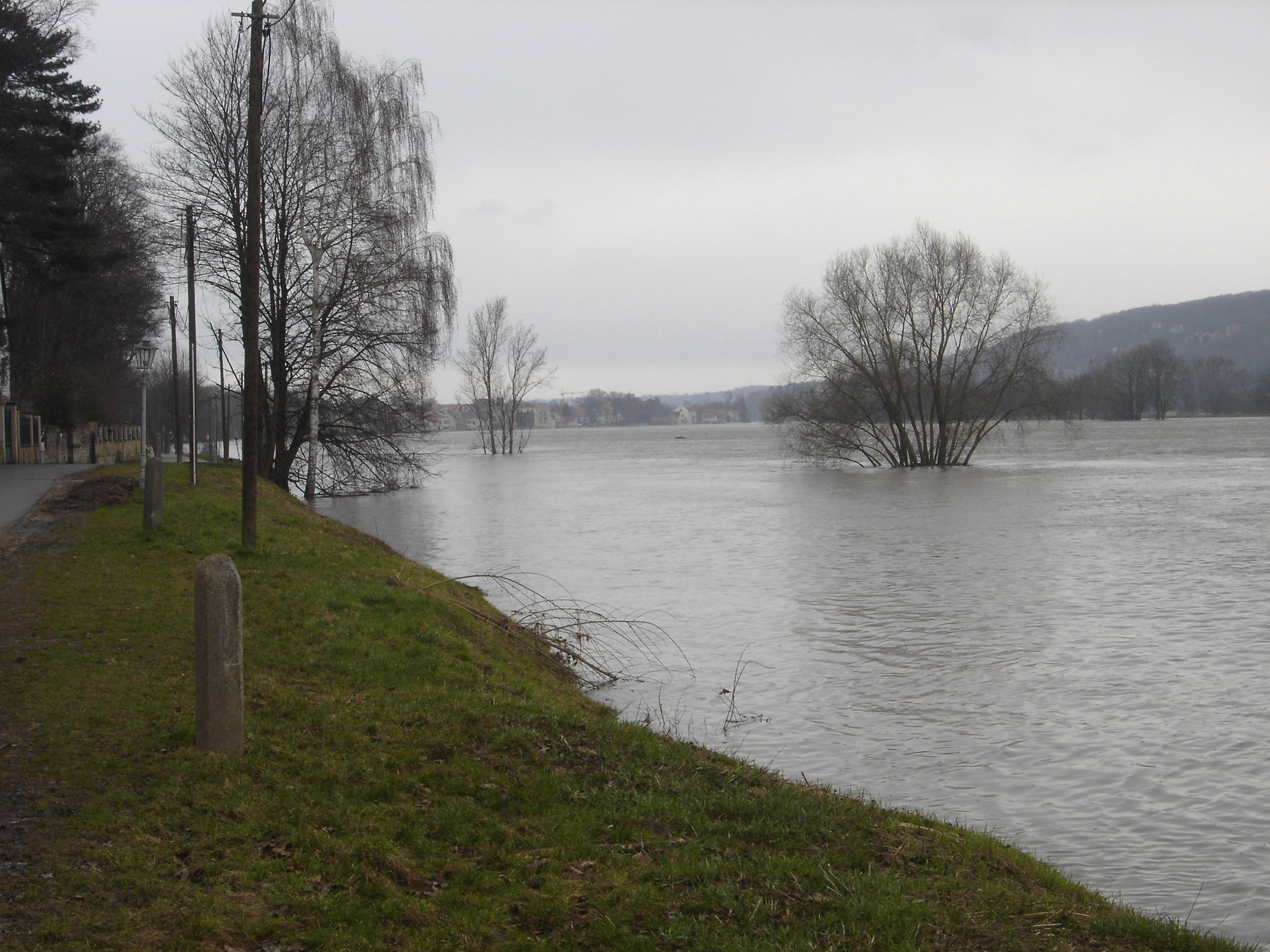
Kleinzschachwitzer Ufer bei 7,40 Meter Elbpegel

Entlang der Elbe liegen viele Stadtteile mit unterschiedlichen Strukturen und Bevölkerungsdichten (Siehe dazu: Karte oben). Die Stadtteile weiter oben am Flusslauf sind mit 300 bis 4.500 Einwohnern pro Quadratkilometer bevölkert. In Innenstadtnähe steigt die Dichte auf bis zu 8.600 Einwohner pro Quadratkilometer an. In allen direkt an der Elbe liegenden Stadtteilen leben insgesamt etwa 155.000 Menschen.

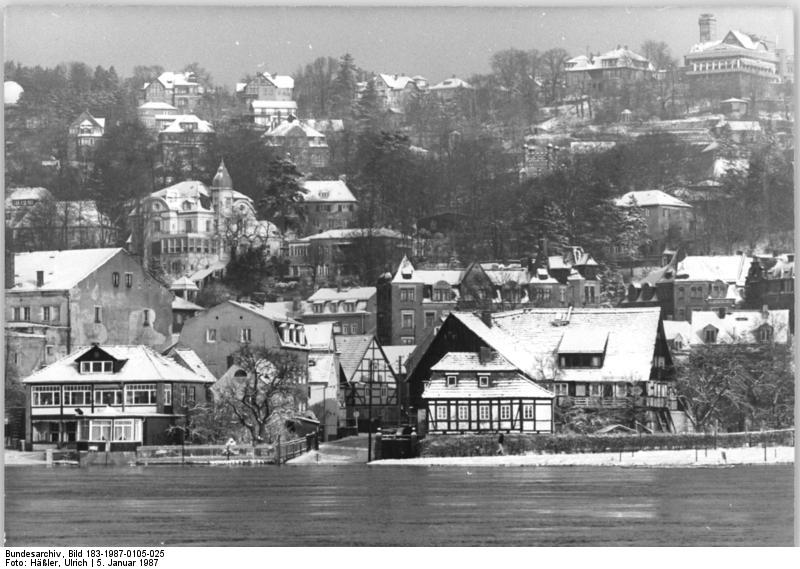
Loschwitz während eines Winterhochwassers 1987 bei etwa 6 Meter Elbpegel

Vor allem im Südosten liegen die Stadtteile Zschieren (linkselbisch), Kleinzschachwitz (l), Pillnitz (rechtselbisch), Wachwitz (r), Laubegast (l) und Tolkewitz (l) mit dörflichem Ursprung und auch gegenwärtig noch lockerer Bebauung und Besiedlung. Die historischen Dorfkerne dieser Stadtteile liegen fast durchweg so hoch, dass sie auch beim Hochwasser 2002 nicht überschwemmt wurden. Gefährdung tritt insbesondere bei den südlichen Stadtteilen durch Umschließung auf, was die Versorgung mit Trinkwasser, Strom und Lebensmitteln erschwert und teilweise unmöglich macht. In der Regel kommt es deshalb beim Durchfluten des einschließenden Elbarms zur Evakuierung dieser Viertel. Später bebaute Gebiete in Laubegast und Kleinzschachwitz, die beide zu den besten Wohngegenden der Stadt gehören, liegen heute auch deutlich tiefer, teilweise direkt an den flach verlandeten Altarmen der Elbe. Sie werden so durch Grund- und Oberflächenwasser bedroht. Insbesondere nordwestliche Teile von Laubegast sind als Überschwemmungsgebiet gekennzeichnet. Durch den alten Elbarm werden auch Teile von Gruna im Falle eines 100-jährlichen Hochwassers überschwemmt.

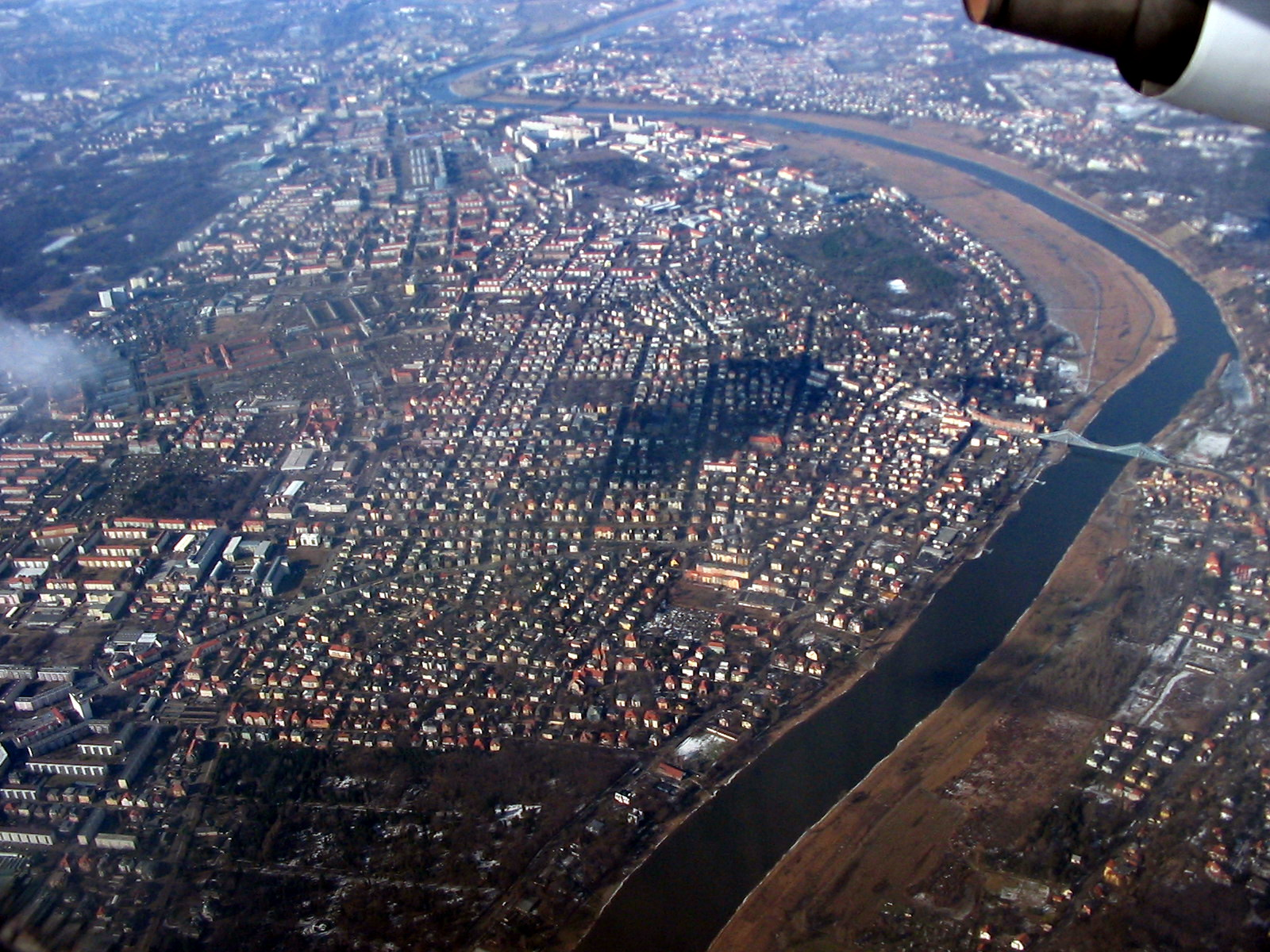
Die Wohngebiete zwischen Blauem Wunder und Innenstadt

Weiter der Innenstadt zugewandt liegen die Stadtteile Blasewitz, Striesen, Johannstadt und Pirnaische Vorstadt, teilweise ebenfalls unmittelbar am linken Ufer der Elbe. Selbst bei starken Hochwassern kommt es in diesen Stadtteilen nur an sehr wenigen Stellen zu Überflutungen (zum Beispiel in Blasewitz), allerdings entsteht dann verbreitet Schaden durch hohes Grundwasser.
Unterhalb der Dresdner Innenstadt ist insbesondere Pieschen (rechtselbisch) durch Hochwasser gefährdet, weil dort an einer starken Kurve der Elbe starke Hochwasser nicht durch feste Deichanlagen abgewehrt werden können. Im Falle eines 100-jährlichen Hochwassers wird an dieser Stelle davon ausgegangen, dass bei Ausuferung der Elbe weite Teile von Pieschen, Trachenberge und Mickten überflutet werden könnten.
Kurz vor dem Verlassen des Dresdner Stadtgebiets passiert die Elbe noch den Ortsteil Gohlis, der zur Ortschaft Cossebaude gehört. Gohlis wird als eines der ersten Gebiete an der Elbe in Deutschland durch einen Deich (hier ein Teildeich zur kontrollierten Flutung eines Polders) geschützt. Dieser ist für Wasserhöhen bis etwa 7,40 Metern Elbpegel ausgelegt und hielt sogar 2006 dem 7,49 Meter hohen Hochwasser stand. Eine ausführliche Hintergrundbeschreibung zum Schutzcharakter befindet sich im Kapitel zur Geschichte des Hochwasserschutzes.

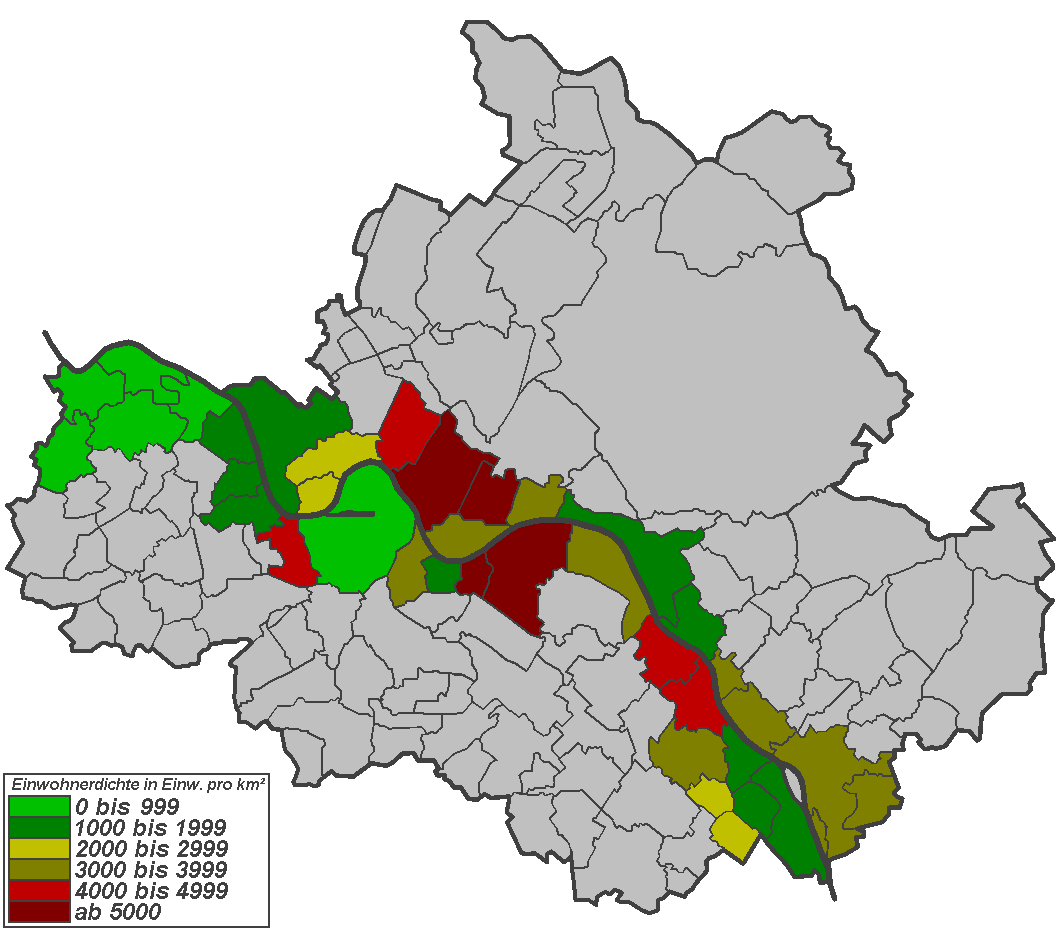
Bevölkerungsdichten von Stadtteilen entlang der Elbe

Durch ihre Nebenflüsse entsteht (wie für die Infrastruktur auch) eine in vieler Hinsicht größere Gefahr für Wohngebiete als durch die Elbe selbst. Die Flüsse sind bei Hochwasser und Überflutung reißend und führen jede Menge Material und Geröll mit sich. Die Weißeritz erreicht das Dresdner Stadtgebiet bei 159 Metern über NN und fällt dann noch um etwa 55 Meter bis zur Mündung in die Elbe. Daraus resultierend überschwemmt sie die ufernahen Bereiche der Stadtteile Coschütz und Plauen mit hohen Fließgeschwindigkeiten. In der Gegenwart ist es in solchen Situationen nur noch mit Hubschraubern möglich, vor allem im engen Plauenschen Grund Menschen aus ihren Häusern zu evakuieren. Teilweise kam es dort zur totalen Zerstörung von Bauwerken. Im Jahr 2002 forderten die Hochwasser der Nebengewässer auch in Dresden Menschenleben. Der Fokus der Verbesserung des Hochwasserschutzes liegt in diesem Bereich vor allem auf der Verlängerung der Vorwarnzeiten.
Die Überschwemmungen in der Friedrichstadt und Wilsdruffer Vorstadt im Westen der Innenstadt durch die Weißeritz unterscheiden sich im Fließverhalten kaum von Überschwemmungen durch die Elbe. Aber auch in diesen Stadtteilen reichte die Fließgeschwindigkeit noch aus, besonders an langen Straßenzügen ohne große Fließwiderstände, um Straßen und Gleisanlagen zu unterspülen.

## Geschichte des Hochwasserschutzes

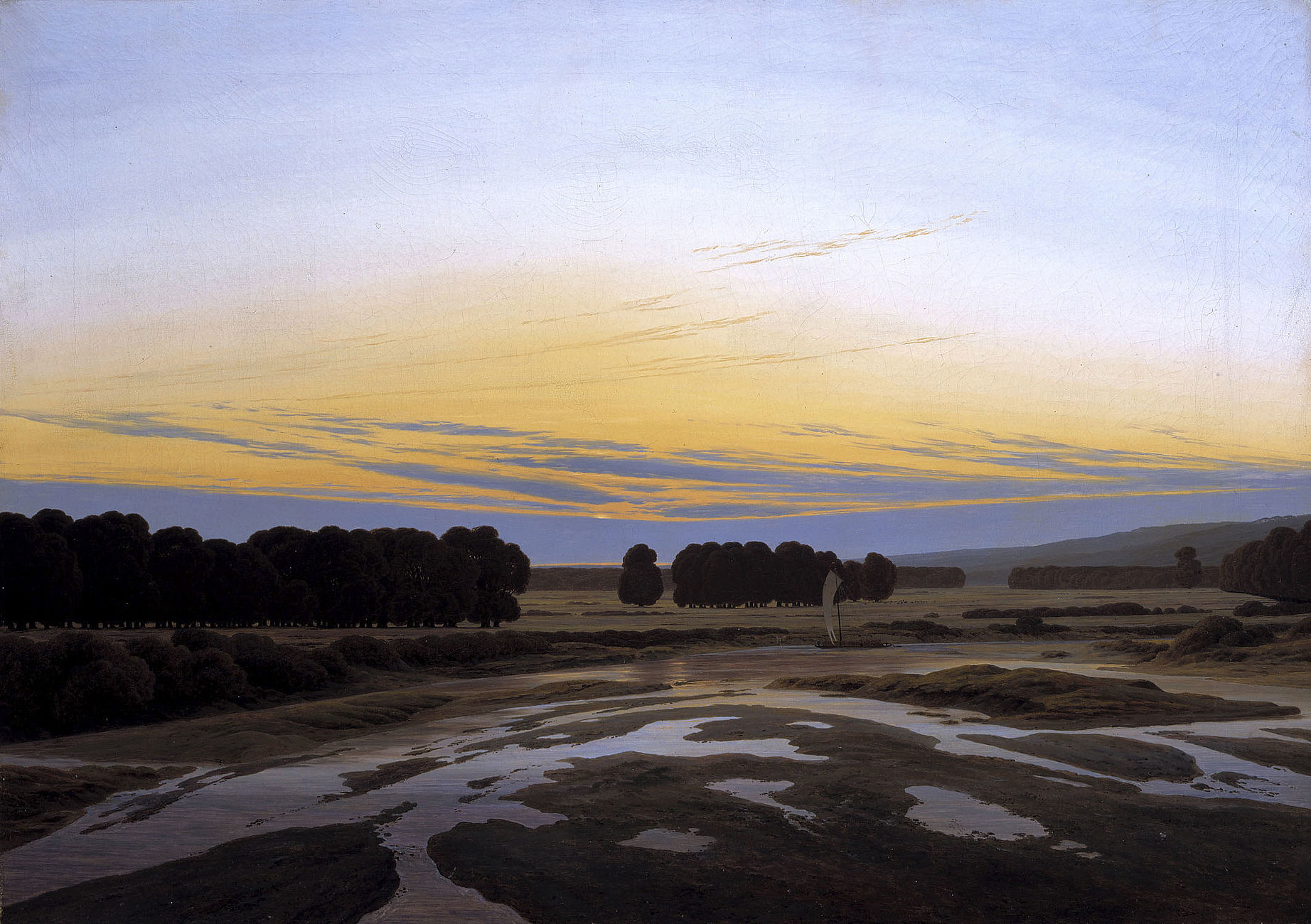
Die naturbelassene Elbe nach Caspar David Friedrich um 1832

Bis zurück ins Jahr 1216, dem Jahr der ersten Erwähnung Dresdens als Stadt in einer Urkunde, sind Aufzeichnungen zu Elbhochwassern vorhanden. In Dresden wurden Dorfkerne an der Elbe bis auf wenige Ausnahmen entweder künstlich erhöht oder nur in höheren Lagen auf Umlaufbergen und Hängen angelegt.
Als wichtiges Ereignis für den Hochwasserschutz in Dresden kann das Elbhochwasser im März 1845 betrachtet werden. Es betraf Dresden wie zahlreiche andere Städte an der Elbe verheerend, vor allem, weil es ein Frühjahrshochwasser mit Eisgang war. Dieses Hochwasser lieferte Erkenntnisse über das Abflussverhalten und über die Flächen, die von Hochfluten getroffen werden. Erstmals wurde ein solches Hochwasser kartografisch erfasst.
Wenige Jahre später begann in Dresden das Stadtwachstum der Gründerzeit. Die in diesen Jahren getroffenen Entscheidungen zur Stadtentwicklung gelten als die prägenden Weichenstellungen bis in die Gegenwart.

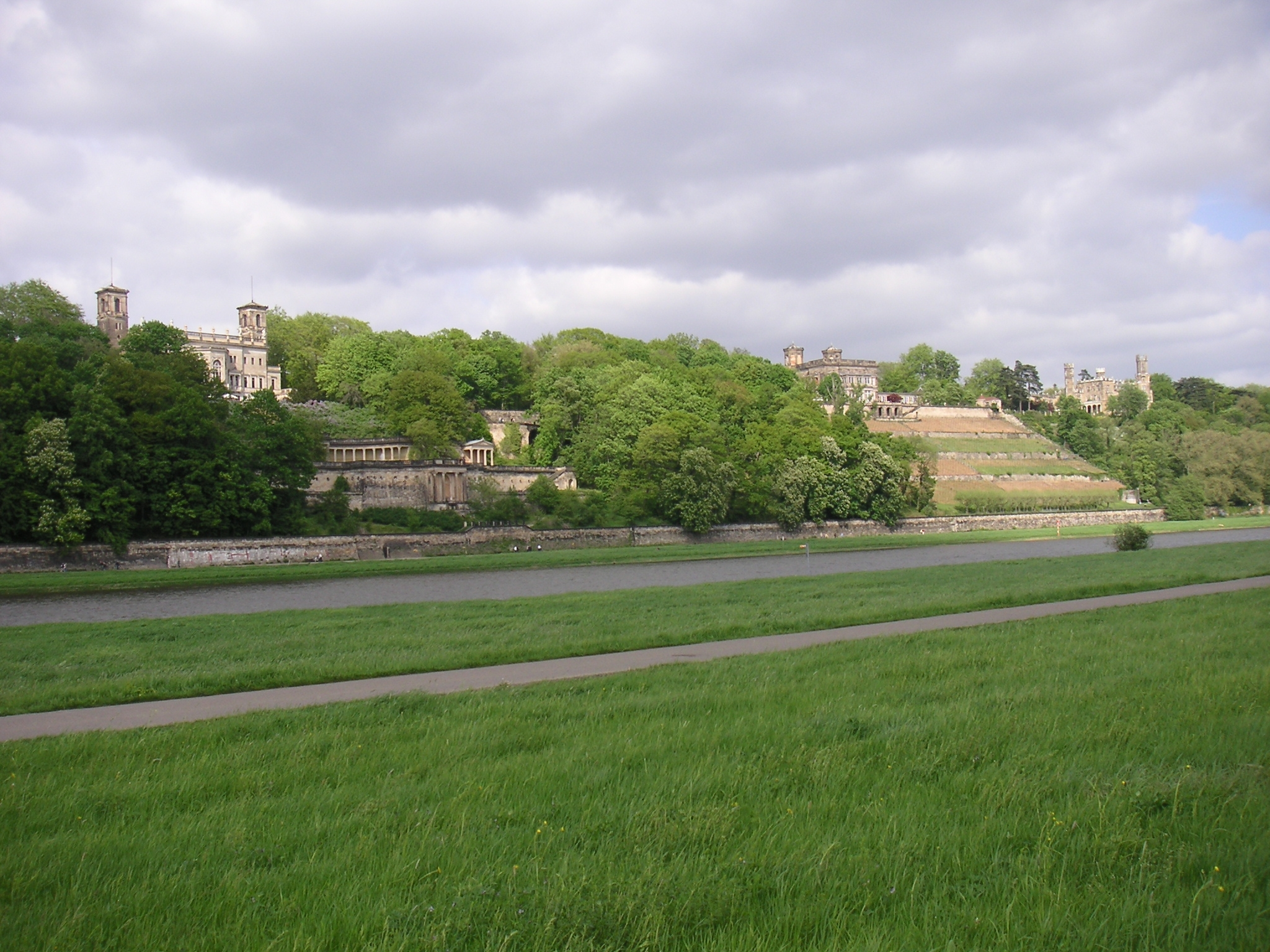
Die drei Elbschlösser am Elbhang werteten das flache Elbufer bei Blasewitz auf

1865 wurde die Breite der Elbe und ihrer Uferbereiche in Dresden festgelegt. Damit einhergehend wurde der Fluss vertieft, um auch so die Durchflusskapazität zu erhöhen und die Schiffbarkeit zu verbessern. Die Festlegung der Elbwiesen ging teilweise mit der Rücksetzung von Bauland und Bebauung einher und wurde unter zwei wichtigen Gesichtspunkten betrieben: Zum einen sollte die Wahrung der Sichtbeziehung zwischen Brühlscher Terrasse und Elbschlössern nebst dem Waldschlösschen den kulturellen Wert erhalten, auf der anderen Seite sollte ein Hochwasser wie 1845 die Stadt möglichst schadlos passieren. Für die Elbwiesen oberhalb der Mündung der Prießnitz wurde Baufreiheit festgelegt.
1869 legte das Sächsische Finanzministerium die zur Bebauung geeigneten Flächen fest. Zwischen Blasewitz und Innenstadt entstand die hochwasserfreie Uferstraße – das Käthe-Kollwitz-Ufer – als Bebauungsrahmen. In den 1870er Jahren wuchsen dann die Vorstädte und Vororte enorm, allen voran die Johannstadt. Diese bestand zur Jahrhundertwende aus geschlossener Bebauung. Blasewitz ging als Vorort mit wohlhabender Bevölkerung in Einzelbebauung auf. Die Nähe zur Elbe stand nicht mehr für weniger wertes und gefährdetes Bauland wie noch in den Dörfern, sondern für besonders teuren Boden und als Garant für Blickbeziehungen. Besonders der Bau der drei Elbschlösser am nördlichen Elbhang in der Mitte des 19. Jahrhunderts begünstigte die Bewertung der Bauflächen am gegenüberliegenden Ufer in Blasewitz und Striesen. Die Bebauung hätte ohne Regulierung der Bauflächen aller Voraussicht nach die Elbe kanalisiert.

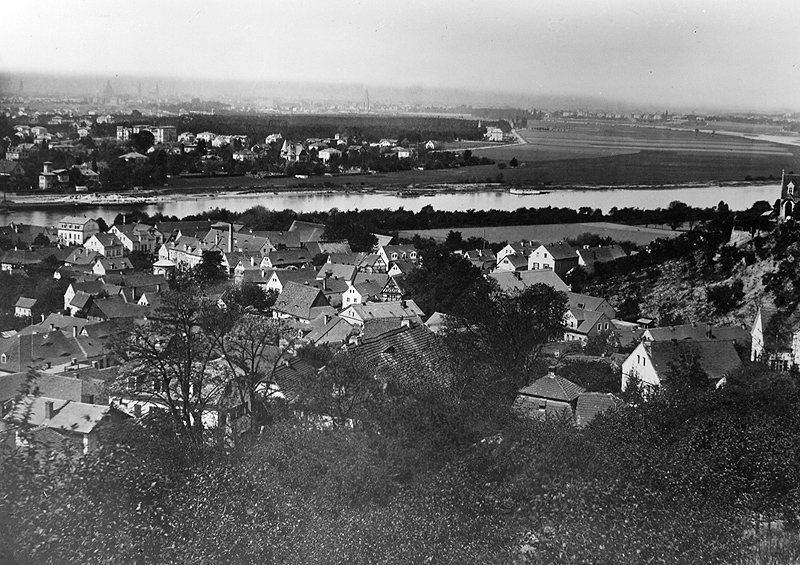
Der Elbbogen bei Loschwitz, Blasewitz und Striesen im Jahr 1880

Nach einem erneuten Hochwasser 1890 wurden die Flutrinnen als Flutentlaster unterhalb der Innenstadt angelegt. Während die Flutrinne durch das Ostragehege ein unbebautes Gebiet betraf, das zudem als sehr hochwasseranfällig galt, entbrannte um die Flutrinnen zwischen Mickten und Kaditz ein längerer Streit mit den Grundbesitzern. Die Flutrinne im Ostragehege konnte 1904 zusammen mit dem Schlachthof und dem Alberthafen angelegt werden. Unmittelbar an der Marienbrücke beginnend, führt sie zu einer Entlastung der Elbe und verhindert durch die Verlangsamung in den folgenden Kurven deren Aufstauung in der Innenstadt. Im Herbst 1918 begann der Bau der Kaditzer Flutrinne, dem Enteignungsprozesse vorhergingen.
Im Jahr 1904 wurde begonnen, die alte Augustusbrücke zu erneuern. Die neue Brücke war breiter und somit für den Straßenverkehr besser geeignet und erleichterte aufgrund ihrer weiteren Bögen den Schiffsverkehr. Damit einher ging auch eine Reduzierung der Staufläche und des Risikos von Eisverkeilung.
Das Poldersystem um Gohlis und Stetzsch im Dresdner Westen entstand am Anfang des 20. Jahrhunderts. Gohlis ist eines der Dörfer, das niedrig liegt, so dass es 1845 überflutet wurde. Beim Ausbau der Deiche im Dresdner Westen lehnte Gohlis selbst einen Deich ab, der es vor einem hundertjährlichen Hochwasser schützen konnte. Die regulierte Flutung bebauter Gebiete durch die Polder bei Hochfluten wurde gegenüber dem Risiko eines zerstörerischen Deichbruchs bevorzugt. Die Fläche ist weiterhin ein wichtiger Entlastungsraum für Radebeul auf der gegenüberliegenden Elbseite. Das Frühjahrshochwasser im Jahr 2006 zeigte, dass die Polder einem dauerhaften Wasserstand bis etwa 7,40 Meter am Pegel Dresden standhalten können. Bei Überschreitung dieser Höhe beginnt die Flutung der Gohliser Flur. Weiterhin soll der Teildeich Gohlis vor der Bedrohung durch Treibeis bei den häufigen Winterhochwassern schützen, da die Eisschollen in starken Strömungen enorme Schäden an Häusern verursachen. Auch bei Überflutung soll der Deich die Hauptströmung des Flusses an den bebauten Gebieten vorbeiführen.
Die alten Elbarme im Dresdner Osten und auf den Flächen von Heidenau und Pirna wurden nicht eingedeicht. Diese Flächen stellen, wie sich zeigte, einen wichtigen Retentionsraum für die Dresdner Innenstadt dar, da sie die ersten Flächen nach Passage der Durchbruchstäler sind, in denen sich Hochwasserscheitel abstumpfen können.

## Hochwasserschutz

### Fluträume

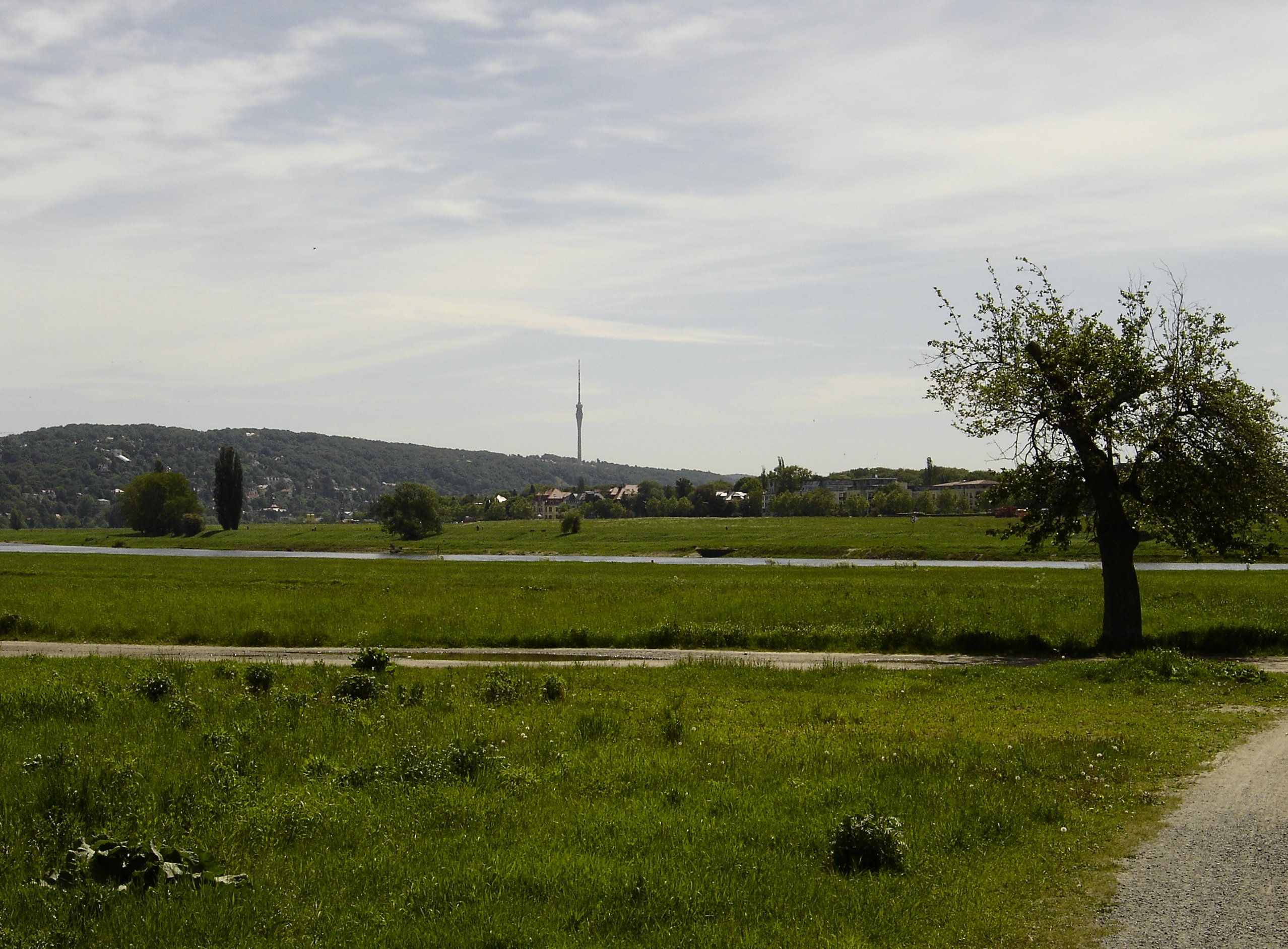
Elbuferweg unterhalb der Waldschlösschenwiese mit Blick zum Johannstädter/Blasewitzer Ufer und zum Fernsehturm

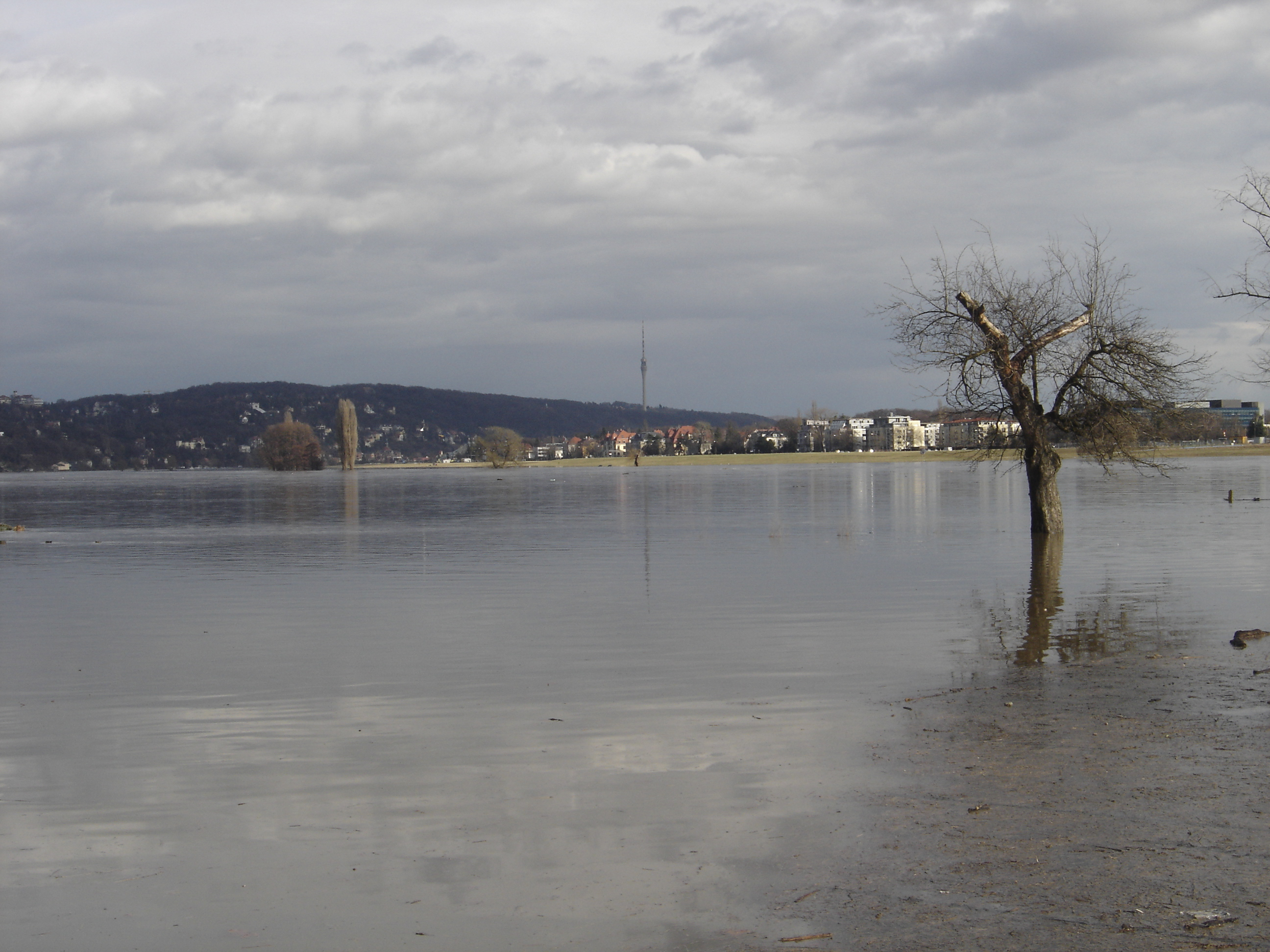
Gleicher Standort bei einem Elbpegel von etwa 7,10 m (Der Abstand zu den Gebäuden links neben dem Baum beträgt etwa einen Kilometer)

Dresden besitzt für die Elbe großflächigen Flutraum. Die Elbwiesen verlaufen durch die gesamte Stadt und boten an einigen Stellen selbst 2002 Wohngebieten Schutz, die sich in unmittelbarer Elbnähe befinden (zum Beispiel Striesen, Johannstadt und Blasewitz). Diese Wiesenlandschaft wird durch Haine und Hecken unterbrochen und ist zwischen wenigen Metern am Elbhang und einigen hundert Metern breit. Teilweise, wie etwa bei Laubegast, reichen auch außerhalb der Innenstadt Bauwerke bis ans Ufer.
Zusätzlich zu den Elbwiesen gibt es zwei Flutmulden (in Dresden Flutrinnen genannt), die links- und rechtselbisch Mäander durchbrechen, also den Fluss im Hochwasserfall auch begradigen. Die linkselbische Flutrinne entstand innerhalb der Auenlandschaft des Ostrageheges im Zusammenhang mit dem Bau des Alberthafens. Diese Flutrinne umspült einen aufgeschütteten Umlaufberg, auf welchem sich der nach Plänen von Hans Erlwein errichtete neue Vieh- und Schlachthof befindet. Schon bei der Anlage des Schlachthofs wurde die Schlachthofbrücke über die Flutrinne errichtet. Inzwischen ist auf diesem Hügel auch die Messe angesiedelt. Die Flutrinne war lange Zeit allerdings nicht baufrei, da es auf Grund der dort gelegenen Eissporthalle ein Durchflusshindernis gab. Im Zuge eines Ersatzneubaus nach dem Hochwasser von 2002 wurde die Halle abgerissen, wodurch ein besseres Abflussverhalten an der Engstelle zwischen Altstadt und Neustadt erreicht wurde. Sie soll ab einem Elbpegel von 6,20 Metern an der Augustusbrücke durchflossen werden.
Die rechtselbische Flutrinne zwischen Mickten und Kaditz, etwa vier Kilometer westlich der Innenstadt, wurde zwischen 1918 und 1922 angelegt. An dieser Stelle befand sich dabei schon ein erodierender Altarm der Elbe, der bei Hochwassern entstand (vergleiche Mäandererosion). Die Flutrinne führt dazu, dass sich bei Hochwasser der Stadtteil Übigau als eine Insel darstellt. Im Vergleich zur ersten ist diese Flutrinne tiefer, aber auch schmaler. Sie soll etwa ab einem Elbpegel von 5,50 Metern an der Augustusbrücke durchflossen werden.

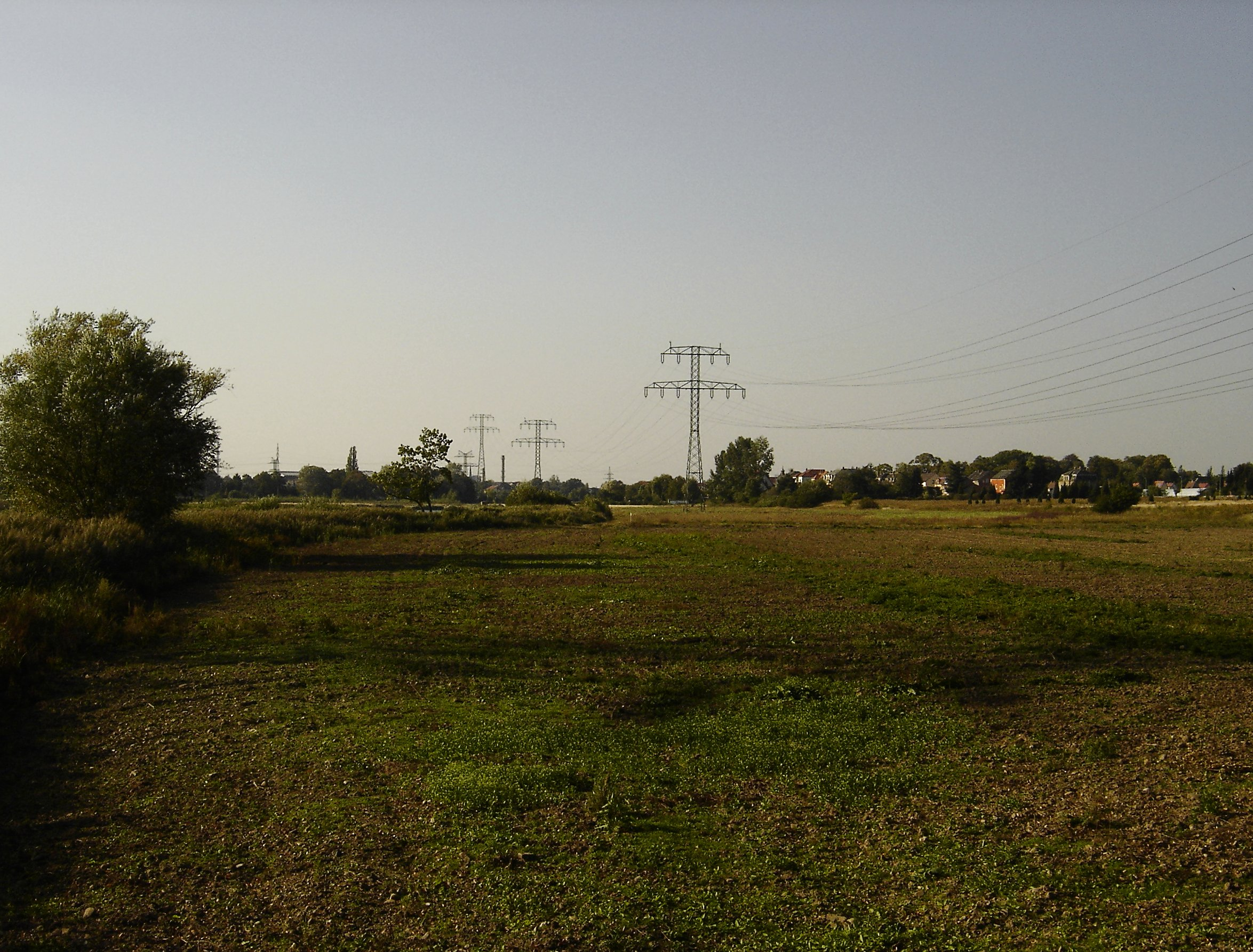
Die Altarmflächen bei Zschieren

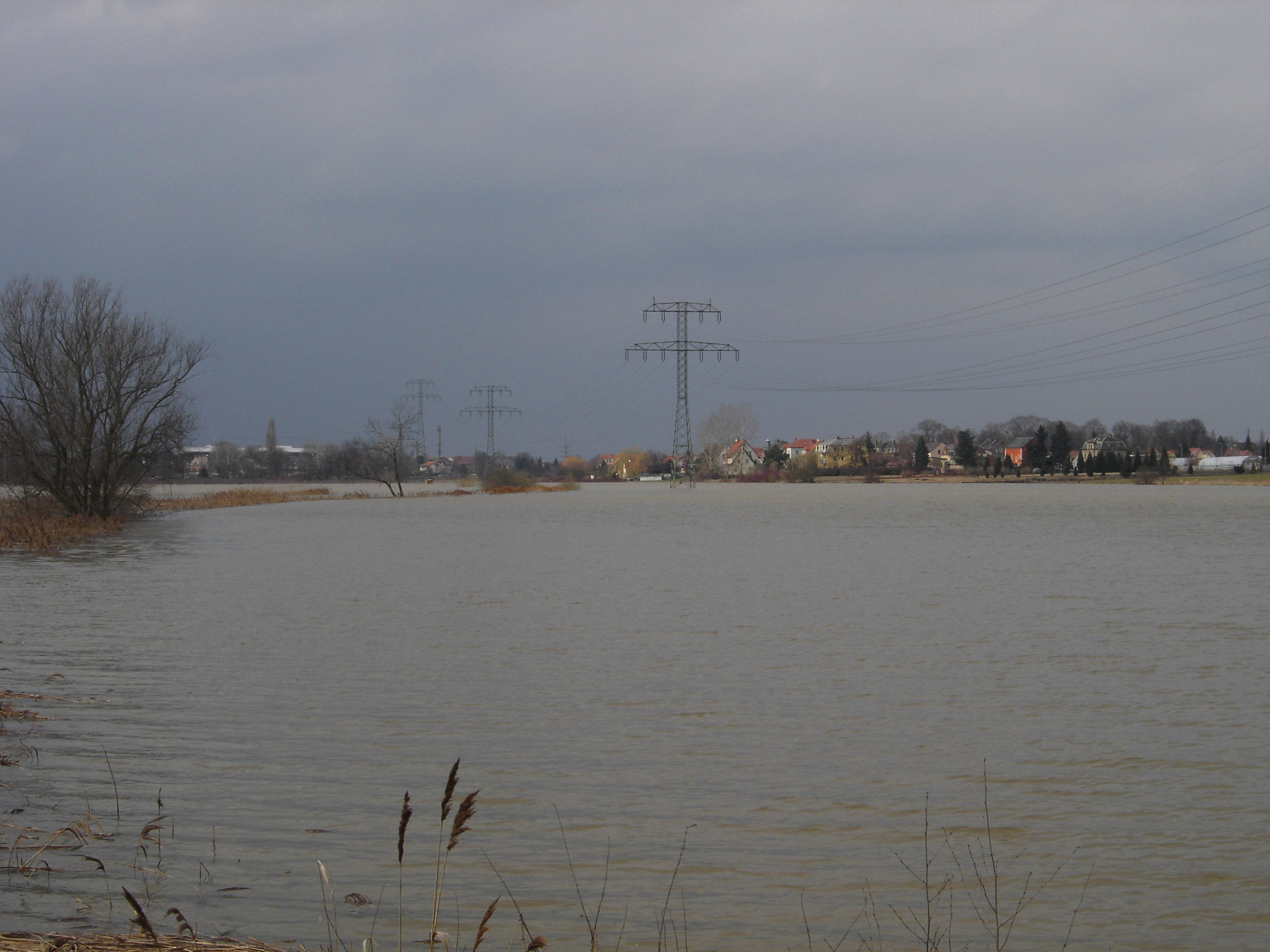
Der alte Elbarm füllte sich auch im Frühjahr 2006 bei mehr als 7 Metern Elbpegel auf

Im Südosten dient auch ein alter Elbarm als Flutraum. Dieser wurde aber in den letzten Jahren nicht frei von Gebäuden gehalten und wird auch nur bei sehr hohen Pegeln von der Elbe erreicht. Er umschließt die Stadtteile Zschieren, Kleinzschachwitz und Laubegast. Sowohl zwischen Kleinzschachwitz und Laubegast als auch zwischen Laubegast und Tolkewitz ist er mit der Elbe verbunden. Er wird schon teilweise überschwemmt, bevor er Wasser durchführen kann. Da zwischen Laubegast und Kleinzschachwitz der Lockwitzbach in die Elbe fließt, läuft Wasser der Elbe zuerst über diesen kurzen Arm in die Elbe zurück. Dieser östliche Teil wird nur durch Bergbau (Kiesabbau) und Landwirtschaft genutzt. Die nahen Ortsteile, darunter auch Sporbitz, liegen erhöht. Die Verbindungsstraßen von Kleinzschachwitz und Laubegast nach außen werden bei höchsten Hochwassern überflutet und die Stadtteile so abgeschnitten.
Der Elbarm, in dem sich Wassermassen etwa ab sieben Metern Pegel in die Breite verlaufen, kann Flutspitzen abflachen. Er verlagert aber auch den Rand des Überschwemmungsgebietes in die Nähe von Stadtteilen im Hinterland wie Leuben, Dobritz oder Seidnitz. Gefahr entsteht für diese Stadtteile dann, wenn der Altarm auf voller Breite durchströmt wird. Er ist allerdings auch schon vor der vollständigen Durchströmung wirksam als Retentionsraum.
Auf einer Karte, die die Ausbreitung des Hochwassers vom 18. März 1845 darstellt, ist erkennbar, dass die Fluren der Johannstadt und von Striesen weit über die Elbwiesen hinaus überflutet waren. Damals wurde dieses Gelände landwirtschaftlich genutzt oder war bewaldet. Bis zur Jahrhundertwende wurde dieser Flutraum im Zuge der Ausweitung von Johannstadt, Striesen und Blasewitz verbaut. Auch das Gebiet zwischen Mickten, Trachau und Pieschen wurde überschwemmt. Später wurde dieses Areal, das an einem alten Elbarm liegt, dicht bebaut, konnte aber 2002 durch einen Sandsackwall verteidigt werden.

### Deichsysteme

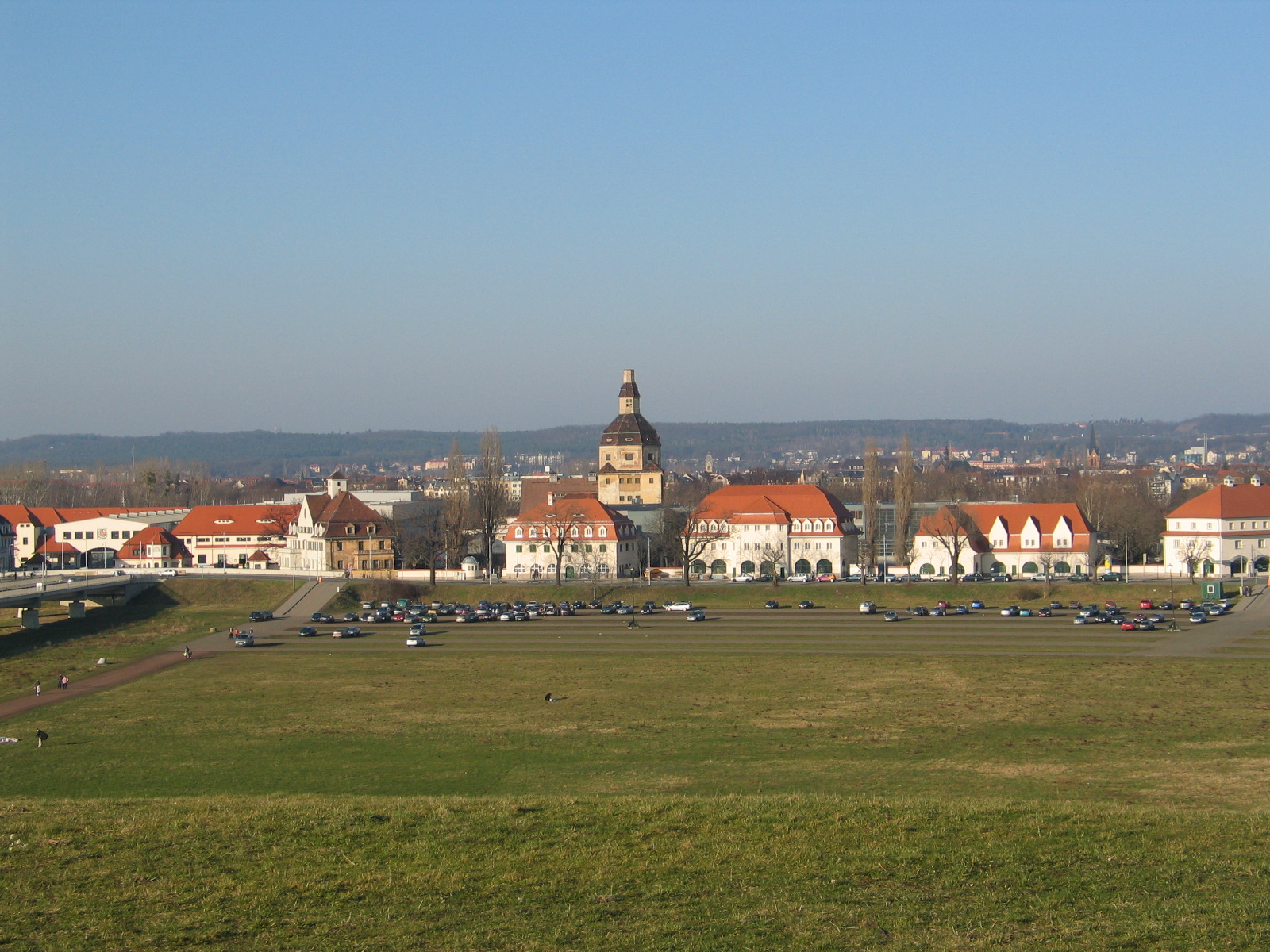
Die Flutrinne im Ostragehege vor dem Neuen Schlachthof (jetzt Messe Dresden)

In Dresden gibt es nur im geringen Maße Deiche, wie im Mittel- und Unterlauf der Elbe. Im Westen werden Gohlis und Teile von Cossebaude durch ein Deichsystem geschützt, welches bis etwa 7,40 Meter Fluthöhe Schutz bietet. Dabei handelt es sich nicht um einen voll ausgebauten Schutzdeich, sondern um ein Poldersystem, das bei hohen Fluten Entlastung durch Retention schaffen soll. Insbesondere die hohe Gefährdung ab acht Meter Elbpegel rührt daher, dass es keine Deiche gibt, die die Stadtteile vor allem im Osten bei Laubegast und Pillnitz schützen. Die alten Dorfkerne sind in diesen Teilen der Stadt aber auf höheren Lagen angelegt. Die einzige neuere Bebauung liegt zwischen den historischen Kernen und damit tiefer. Der erste Deich am deutschen Lauf der Elbe befindet sich in Übigau auf der Strecke zwischen Flügelwegbrücke und der Brücke der A 4.
Häufig werden aber die Elbwiesen und Flutrinnen durch einen sehr flachen Deich, meist den Damm einer Straße oder eines Weges, abgeschlossen. Ein Beispiel dafür ist die Straße Käthe-Kollwitz-Ufer, die als Uferstraße die Johannstadt mit Blasewitz verbindet.
Die Innenstadt kann durch ein flexibles Schutzwandsystem vor Hochwasser mit bis zu 9,24 m Dresdner Pegel geschützt werden, siehe Abschnitt „Ausbau im 21. Jahrhundert“.

### Hochwasserrückhalt

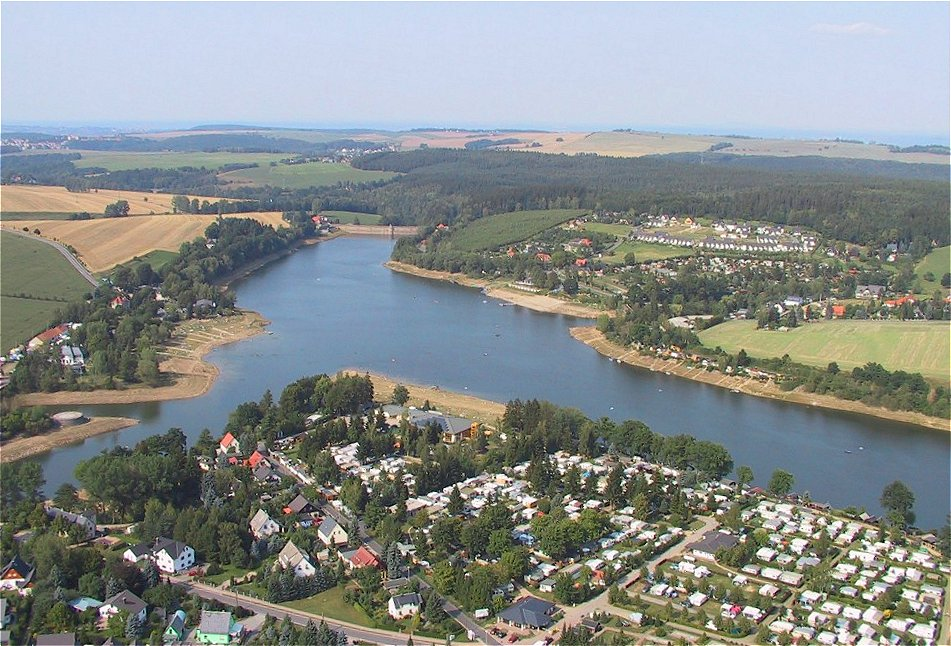
Die Talsperre Malter wurde 1913 fast ausschließlich zum Hochwasserschutz in Betrieb genommen

Insbesondere im Umland wurden im letzten Jahrhundert Anlagen geschaffen, die Hochwasser der Erzgebirgsabflüsse auffangen, zurückhalten und regulieren sollen. Für die Elbe gibt es im deutschen Oberlauf keine Stau- oder Rückhalteanlagen. In der Tschechischen Republik gibt es vor allem an der Moldau und ihren Zuflüssen viele Stauseen und -stufen (→ Moldau-Kaskade), so zum Beispiel die 68 Kilometer lange Orlík-Talsperre und der Stausee Lipno. Moldau und Elbe besitzen in ihren tschechischen Läufen zahlreiche Staustufen, die mehr oder weniger als Hochwasserrückhalt dienen.
Die Hochwasser der Nebengewässer des Erzgebirges können in mehreren Anlagen zurückgehalten werden. Für die Weißeritz gibt es dafür die Talsperre Malter (Rote Weißeritz), die Talsperre Klingenberg und die Talsperre Lehnmühle (Wilde Weißeritz). Nach dem Hochwasser 2002 wurde der Hochwasserstauraum noch einmal erhöht. Diese Anlagen dienen nicht nur dem Schutz Dresdens, sondern auch zum Schutz umliegender Gemeinden und Städte wie zum Beispiel Freital.

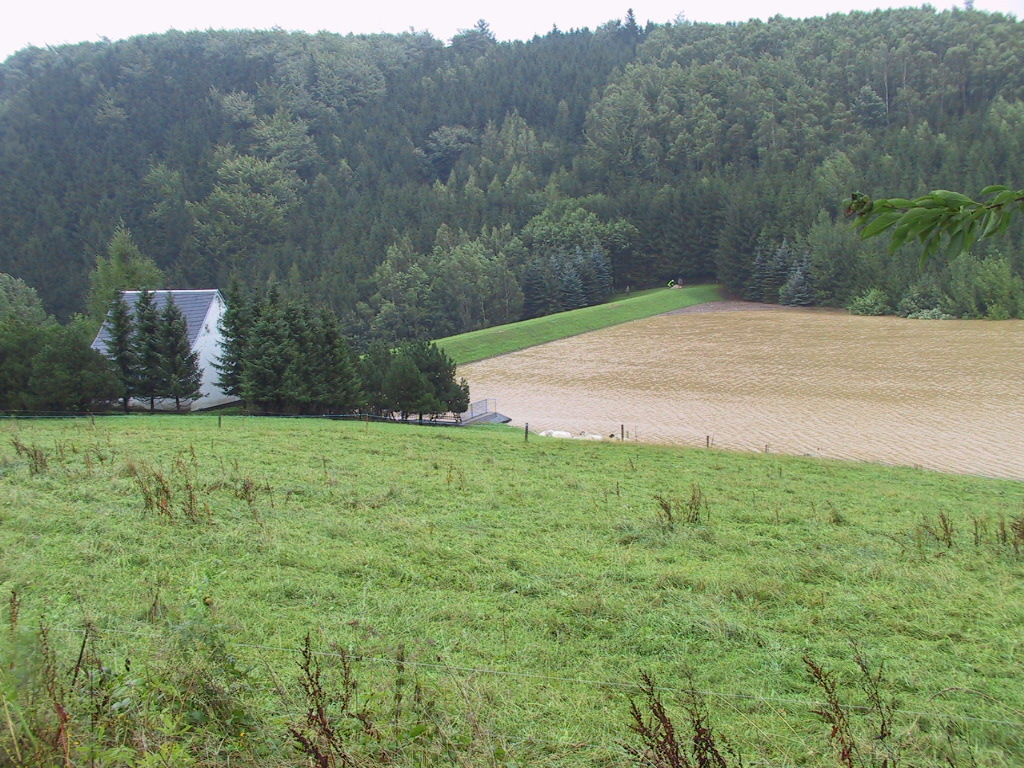
Rückhaltebecken Reinhardtsgrimma am 13. August 2002 annähernd bei Vollstau

Für den Lockwitzbach gibt es im Oberlauf vor Reinhardtsgrimma ein Rückhaltebecken. Für den Geberbach besteht südlich von Kauscha die Talsperre Kauscha, die sich zum Teil auch in Dresden befindet.
Für den Kaitzbach wurden Flächen in der Nähe des Stadtteils Strehlen baufrei gehalten. Diese Flächen wurden 1999 zum Rückhaltebecken Hugo-Bürkner-Park mit 11.000 m³ Fassungsvermögen ausgebaut. Das Stauvolumen erwies sich beim Hochwasser 2002 als zu klein und so wurden das linke Becken Anfang 2006 um zwei Meter vertieft. Die Anlage fasst nun 20.000 m³ und wurde schon kurz nach der Erweiterung bei der Flut der Nebengewässer während des Hochwassers der Elbe im März 2006 vollständig eingestaut. Die Anlage schützt neben Strehlen auch die Südvorstadt und insbesondere den Großen Garten. Weitere Rückhaltebecken im Einzugsgebiet des Kaitzbachs sind in Planung.

### Objektschutz

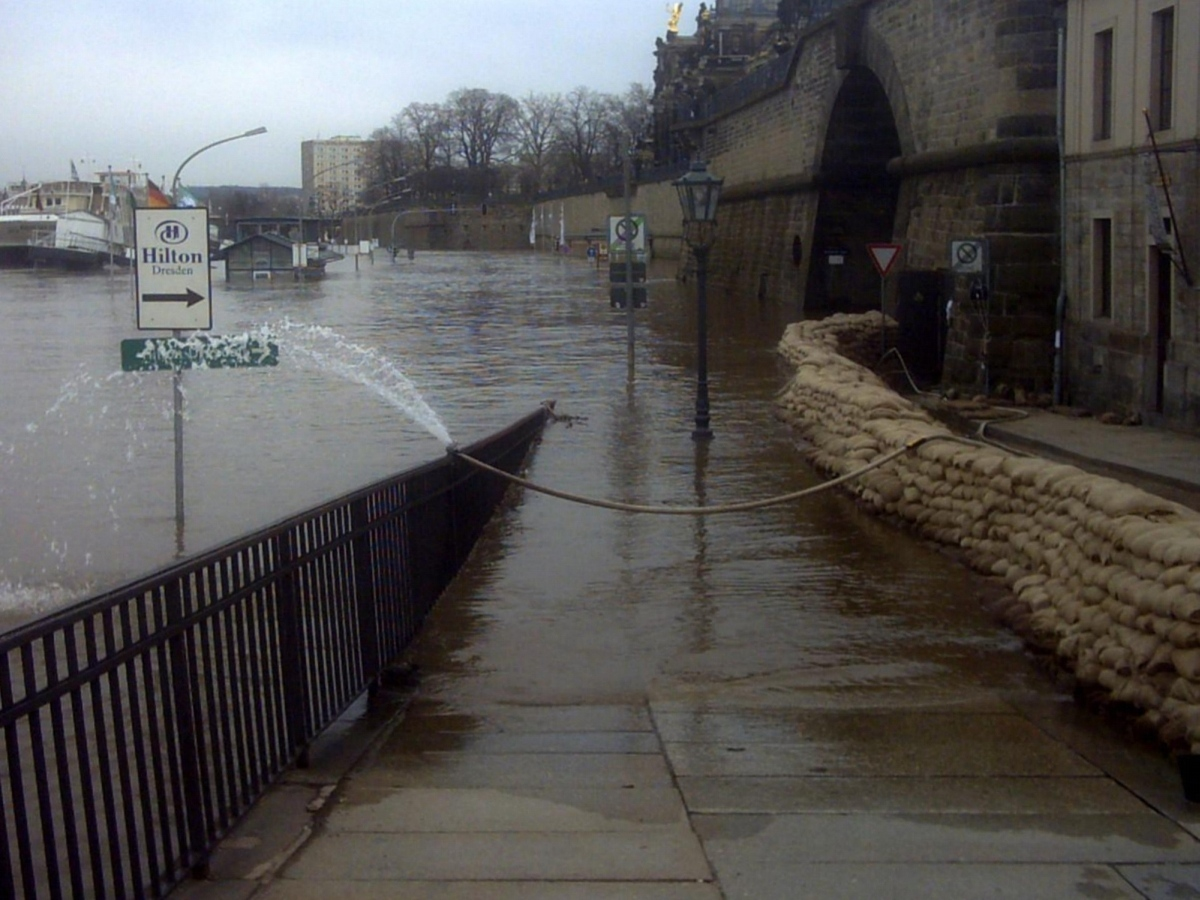
Sandsäcke an der Auffahrt zur Augustusbrücke zum Schutz des Restaurants im Schiffahrtsgebäude

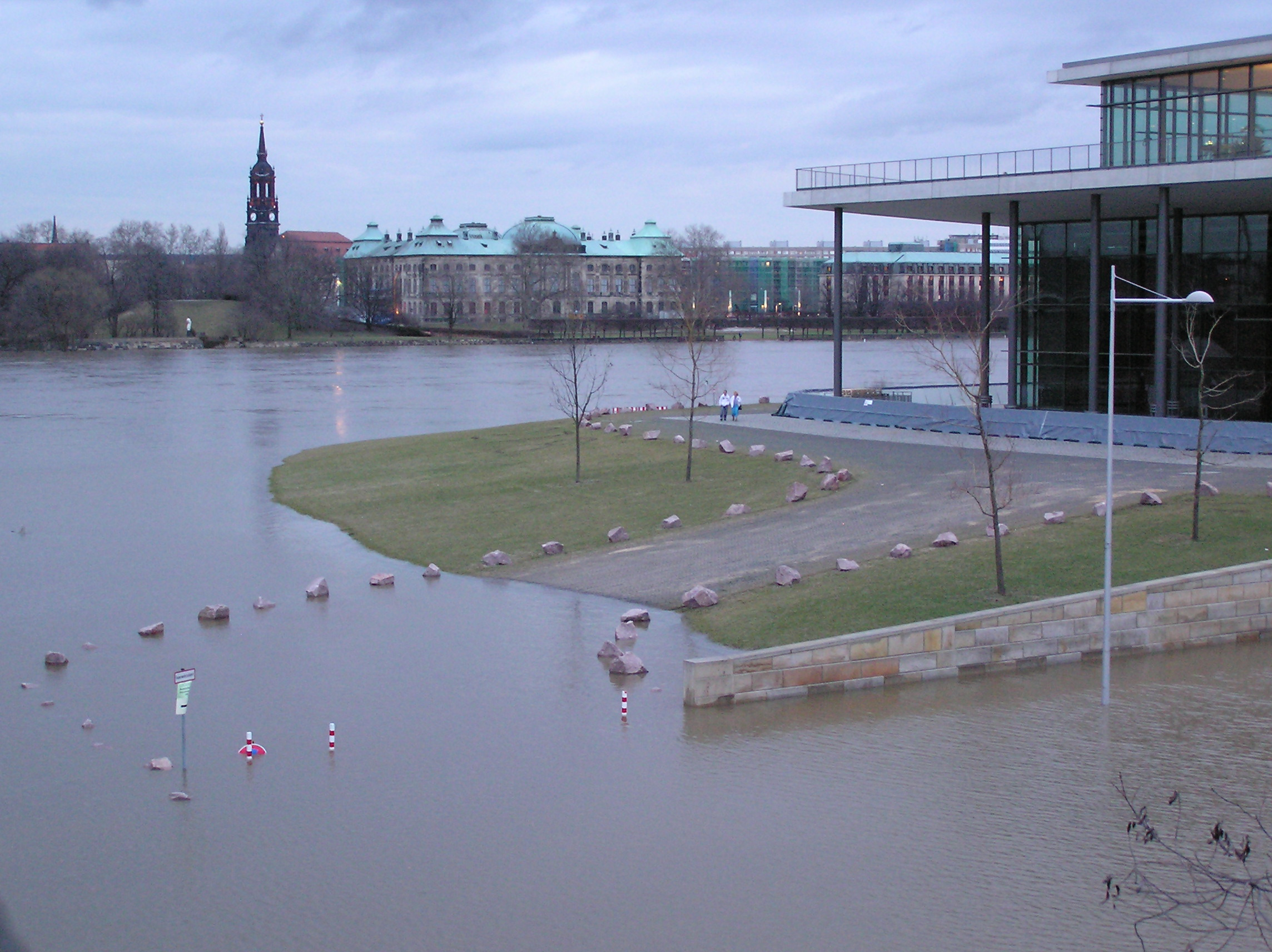
Schutzwall am Kongresszentrum (etwa 6,50 Meter Pegelstand)

Einzelne Gebäude müssen separat gegen Hochwasser geschützt werden, wie im Westen der Innenstadt das Kongresszentrum und das Heinz-Steyer-Stadion. Das Stadion würde bereits bei etwa sieben Meter Fluthöhe voll laufen, während das Kongresszentrum direkt am Ufer bis über acht Meter durch eine aufgestellte Wand geschützt wird.
Deutlich mehr Gebäude müssen auf Grund des steigenden Grundwasserspiegels gegen Auftrieb gesichert werden. Notwendig ist dies bei Neubauten, die einen druckfesten Keller besitzen. Verhindert wird der Auftrieb durch Wasserbecken, die im Gebäude befüllt werden. 2002 musste dieses Verfahren zum Beispiel beim Neubau des St. Benno-Gymnasiums in der Pirnaischen Vorstadt angewandt werden.
Nach wie vor werden zahlreiche Straßen und Gebäude mit Sandsackwällen geschützt. Dies ist der Fall zwischen Synagoge (die erhöht liegt) und Brühlscher Terrasse zur Verteidigung des Bärenzwingers, in der Nähe der Yenidze und bei äußerst starken Hochwassern am Neustädter Ufer.

### Zuständigkeiten und Einsätze
In den Hochwasserschutz sind verschiedene Institutionen, Ämter und Verwaltungen involviert. Diese sind zum Teil ständig aktiv oder werden erst im Fall eines Katastrophenzustands einberufen.

#### Warnung und Gewässerverwaltung
Die Kontrolle und Beobachtung der Flusspegel obliegt dem Hochwasserzentrum des Landesamts für Umwelt, Landwirtschaft und Geologie. Dieses Hochwasserzentrum dient der landesweiten Warnung vor Hochwassern. Es gibt dazu amtliche Warnungen heraus, die maßgeblich für das Handeln der Kommunen und Landkreise in den Hochwassergebieten sind. Über das Sirenenwarnsystem der Stadt Dresden können gesprochene Hochwasserwarnungen an die Bevölkerung standortspezifisch übermittelt werden. Von der Landestalsperrenverwaltung Sachsen werden die Deiche entlang der Elbe betreut. Nicht das Umweltamt der Stadt Dresden, sondern die Talsperrenverwaltung entscheidet über den Ausbau von Deichen in der Stadt.

#### Einsatz

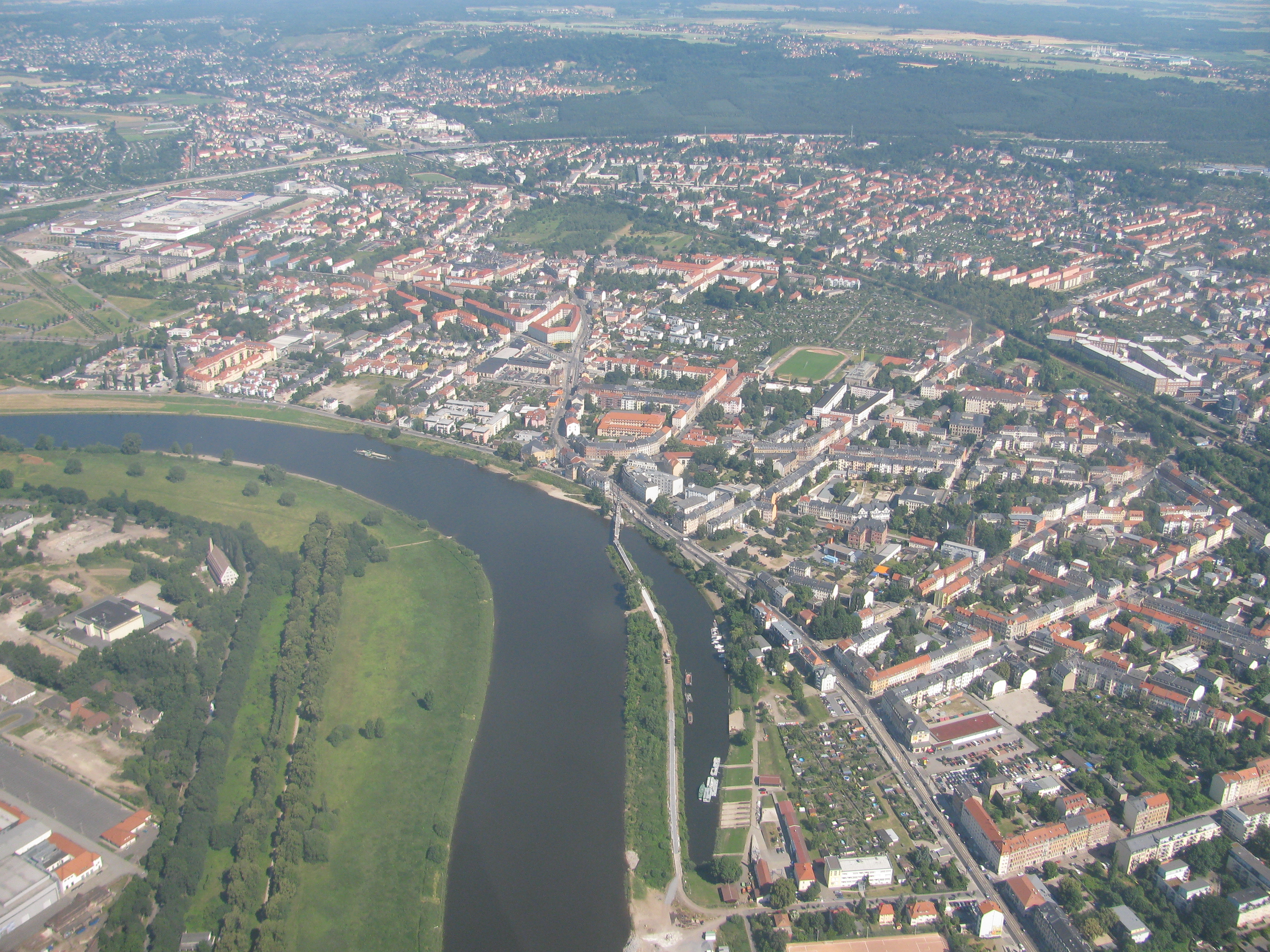
Der Pieschener Winkel, an dem die Elbe einen engen Bogen beginnt, bildet einen Schwerpunkt beim Katastrophenschutz außerhalb der Innenstadt

Für die Steuerung der Talsperren und Rückhaltebecken ist die Landestalsperrenverwaltung verantwortlich. Im Fall von Hochwassern wird in Abstimmung mit dem Hochwasserzentrum Rückstauraum in den Talsperren geschaffen und, soweit möglich, Einfluss auf die Hochwasserspitzen genommen. Im Verlauf eines Hochwassers informiert das Hochwasserzentrum dabei auch über die noch zur Verfügung stehenden Stauräume. Hochwasserstauraum kann kurzfristig aufgebaut werden. Um diesen Stauraum, wie häufig verlangt, ebenfalls kurzfristig zu erweitern, müsste ein Grundablass erfolgen. Dieser ist im Rahmen der Vorwarnzeiten aber nicht realistisch bzw. würde die Durchflusskapazität der Gewässer unterhalb der Talsperren selbst überlasten und zur Ausuferung führen.
Der Stadt Dresden obliegt als Kommune das Recht und die Pflicht zur Ausrufung des Katastrophenvoralarms bzw. -alarms. In Sachsen wird der Katastrophenalarm durch § 47 des Sächsischen Gesetzes über den Brandschutz, Rettungsdienst und Katastrophenschutz ausgelöst. Damit ruft die Stadt das Technische Hilfswerk und die Bundeswehr zur Amtshilfe. Weiterhin kann sie bei diesem Alarm Evakuierungen anordnen. Bei Extremereignissen an den Nebenflüssen, insbesondere an der Weißeritz, können Evakuierungen teilweise nur mit Hilfe der Search-and-Rescue-Einheiten der Bundesrepublik durchgeführt werden. Diese sind unabhängig vom Katastrophenalarm binnen weniger Minuten einsatzfähig. 2002 mussten zur Evakuierung der Krankenhäuser auch MedEvac-Flugzeuge der Bundeswehr eingesetzt werden. Die meisten Patienten wurden in umliegende Krankenhäuser und Kliniken transportiert.
Die Stadt löst im Allgemeinen Katastrophenvoralarm aus, wenn die Gefahr besteht, dass die Elbe einen Pegel von sieben Metern erreicht. Mit Erreichen dieser höchsten Hochwasseralarmstufe wird der Katastrophenalarm für die Stadtteile an der Elbe ausgelöst. Bei Hochwassern der Nebengewässer löst die Stadt fast für das gesamte Stadtgebiet Katastrophenalarm aus oder grenzt den Alarm überhaupt nicht ein.

#### Logistik und Transport
Wichtiger Stützpunkt zur Versorgung von Dresden, aber auch des gesamten Ballungsraums im Oberen Elbtal ist der Flughafen Dresden. Er liegt auf einer Höhe von 230 Metern über Null nordwestlich der Innenstadt und ist damit hochwassersicher. Von diesem Flughafen aus können Patienten der Krankenhäuser evakuiert, aber auch schweres Gerät, zum Beispiel Schwimmpanzer, eingeflogen werden.
Die Bundesautobahn 4, die die Elbe im Westen der Stadt überquert, kann bei Hochwasser geöffnet bleiben, wodurch die Stadt aus allen Richtungen erreichbar bleibt.

#### Dokumentation
Die Aufgabe der Dokumentation, insbesondere der Überschwemmungsgebiete und des Abflussverhaltens, übernimmt in Dresden das Umweltamt. Sowohl 2002 als auch beim Hochwasser 2006 wurden dabei mit Hilfe der Luftwaffe umfangreiche Luftbildaufnahmen angefertigt und ausgewertet. Zudem ruft die Stadt Einwohner zum Beispiel im Internet auf, die Ausdehnung der Überschwemmung beim Höchststand zu präzisieren. 2002 und 2006 wurden Karten so umfangreich bearbeitet und detailliert fertig gestellt.
Die Gültigkeit von Informationen über Überschwemmungsgebiete und vor allem des Abflussverhaltens bei Extremereignissen ist durchaus eingeschränkt. Insbesondere durch neue Bebauung ändern sich Überschwemmungsgebiete enorm. Ein Beispiel dafür ist der Hauptbahnhof, dessen tiefer Kopfbahnhofsteil beim letzten Ereignis vor 2002 noch nicht existierte. Bebauung wirkt sich auch auf das Verhältnis von Durchflussmenge und Pegelhöhe aus. Vor allem bei Hochwassern im Abstand von zehn bis zwanzig Jahren spielt die Dokumentation eine wichtige Rolle. Auf der Basis solcher Überschwemmungskarten und den Erfahrungswerten lassen sich einfacher Entscheidungen treffen, an welchen Stellen Überschwemmungen durch mobile Wände oder Sandsackwälle effektiv abgewehrt werden können. Auch lässt sich auf Basis dokumentierter Erkenntnisse entscheiden, welche Gebiete und Objekte bei den prognostizierten Pegelständen verteidigt werden können.
Auch das Baurecht ist von der Ausweisung von Überflutungsgebieten betroffen. In Gebieten, die 2002 überschwemmt wurden, werden gegenwärtig keine Baugenehmigungen mehr erteilt, während insbesondere zwischen 1990 und 2002 an einigen Stellen, zum Beispiel bei Laubegast, noch Bauwerke im verlandeten Altarm der Elbe errichtet wurden.

### Ausbau im 21. Jahrhundert

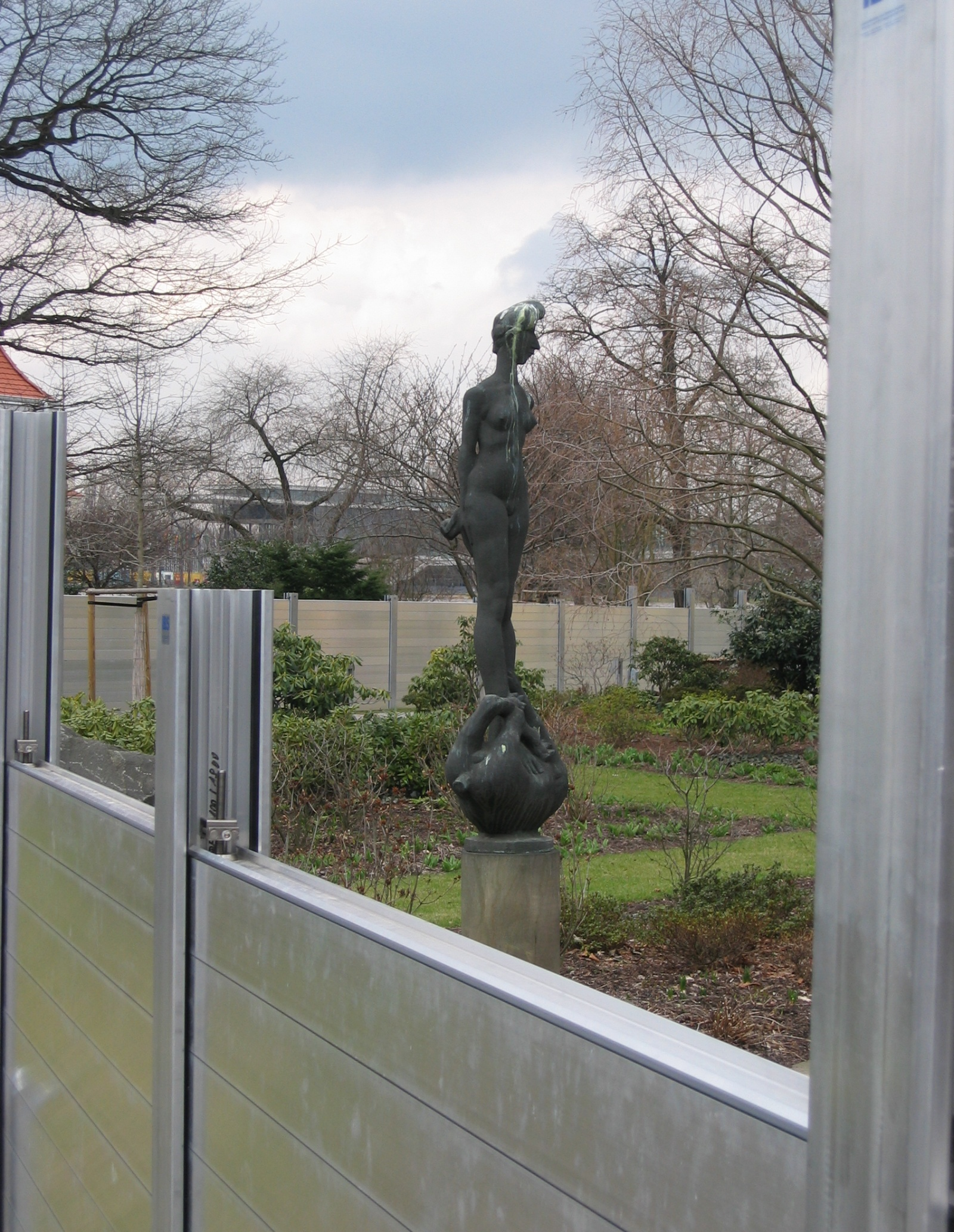
Schutzwand elbseitig der Gartenanlage des Hotels Bellevue – im Hintergrund das Kongresszentrum

Seit dem Hochwasser 2002 plant die Stadt den Schutz weiter Teile vor Oberflächenwasser bei sehr hohen Überschwemmungen. Vorgesehen ist ein System aus Schutzwänden aus Stahlbohlen, ähnlich wie es seit längerem in Prag eingesetzt wird. Dort schützt diese Maßnahme insbesondere die historische Innenstadt. Eine akute Gefährdung liegt diesbezüglich in der Innenstadt Dresdens nur für die tiefere Bebauung am Neumarkt und Theaterplatz vor; vor allem am Zwinger und an der Semperoper können Schäden entstehen. Diese Bereiche einschließlich der westlichen Vorstadt Friedrichstadt können seit 2011 durch feste und mobile Wände gegen Hochwasser bis 9,24 Meter gesichert werden.
Der Pegelstand von 9,24 Meter (also 16 cm unter dem Höchststand vom 17. August 2002) wurde im Jahr 2004 als neue Höchstmarke für das HQ100-Ereignis der Elbe in Dresden festgelegt, mit einem Scheitelwert von 8,76 m am 6. Juni 2013 blieb das verheerende Hochwasser elf Jahre später noch deutlich unter dieser Marke. Sowohl bei Hochwassern der Elbe als auch bei Ereignissen an den Gewässern zweiter Klasse können aber auch Wasserstände auftreten, die extremer sind als die im Jahr 2002.
Nach dem Hochwasser im Frühjahr 2006, das vor allem Gohlis bedrohte, wurde beschlossen, das dortige Poldersystem durch einen Schutzdeich zu ergänzen. Gohlis wäre damit auch vor Hochwassern über 7,40 Metern geschützt. Die flachen Deiche an der Elbe, die ursprünglich nur die Bodenerosion bei Hochwasser verhindern sollten, bleiben erhalten. Die Polderfläche (und damit der Flutraum) wird durch den Schutzdeich aber aller Voraussicht nach kleiner.
Die Stadt Dresden fordert, am Lauf des Lockwitzbachs ein weiteres Rückhaltebecken zwischen Kreischa und Dresden zu bauen und hat diesen Ausbau des Hochwasserschutzes mit hoher Priorität bei der Landestalsperrenverwaltung einordnen lassen. Auch fordert die Stadt, einen weiteren Pegel auf Höhe der Lockwitztalbrücke an der Stadtgrenze einzurichten, da der Pegel Kreischa im Februar 2006 keine Gefahr für die Stadtteile entlang des Lockwitzbachs erwarten ließ, Gefahr aber örtlich durch Eisversatz bei mäßigem Hochwasser entstand.
Da die infolge des 2002er Hochwassers vom Umweltamt vorgeschlagene elbseitige Ummauerung von Laubegast auf Ablehnung seitens einiger Bewohner des Stadtteils stieß, wurde zur Lösungsfindung ein „Beteiligungsprozess“ in dem Stadtteil initiiert. Dieser verlief so schleppend, dass Laubegast beim Elbhochwasser 2013 noch schutzlos war und somit ähnlich wie 2002 zu beträchtlichen Teilen überflutet wurde.